# Денежное довольствие
Денежное довольствие — основное средство материального обеспечения и стимулирования выполнения служебных обязанностей:
- военнослужащими[1][2] в Вооружённых Силах[3] и в некоторых федеральных органах исполнительной власти и федеральных государственных органах[4];
- сотрудниками[5] органов внутренних дел[6], в т.ч. полиции[7], Росгвардии[8], органов уголовно-исполнительной системы[9] и ряда других федеральных органов исполнительной власти[10][11].

В отличие от них, государственные гражданские служащие, 
работники органов прокуратуры, сотрудники Следственного комитета России получают денежное содержание.
Гражданский персонал Вооружённых Сил России, федеральных органов исполнительной власти и федеральных государственных органов получает заработную плату.
В иностранных армиях военнослужащие получают денежное довольствие, денежное содержание, заработную плату.
Все выплаты, входящие в состав денежного довольствия, можно сгруппировать (классифицировать) по ряду признаков.

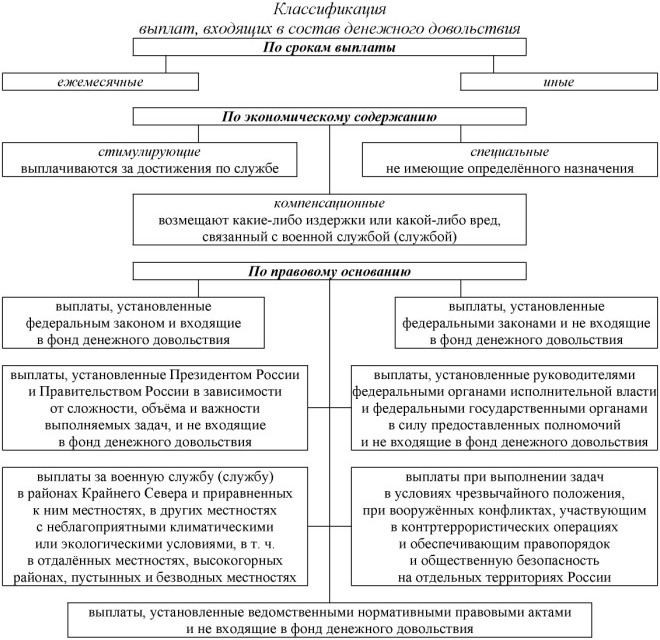

## Историяденежного довольствиявоеннослужащих
За всё время существования Московское царство денежное довольствие служивым людям называлось ранее жалование и оклад, назначалось как в денежной, так и в натуральной форме.
Разделение функций охраны страны и охраны внутреннего порядка произошло во времена Ивана Грозного, который создал военные гарнизоны «охранения Москвы» – так называемых «жильцов». По нарядам воевод на «житие в столицу» каждые три месяца съезжались выделенные из разных городов дворяне, которые составляли войско численностью до 3 тыс. человек. Некоторое время функция поддержания общественного порядка выполнялась опричниками. Окончательное разделение функций охраны страны от внешнего нападения, обеспечения внешней и внутренней безопасности, охраны правопорядка (соответственно порядка денежного содержания) произошло во времена Петра Первого.
В российских армии и флоте в различные периоды времени размер и структура довольствия (денежного и натурального) регулировалась высочайшими повелениями (указами) и законами. Длительное время армия обеспечивалась по отличным от флотских нормам и правилам. 

### Периодизация развитияденежного довольствиявоеннослужащих
Денежное обеспечение служилых людей до Петра Первого
- Содержание княжеской дружины
- Поместная форма оплаты воинского труда во времена Ивана III (Великого)
- Денежное содержание во времена Ивана IV (Грозного)

Создание системы денежного довольствия Петром Первым
Денежное довольствие в начале XIX – начале XX веков
Денежное довольствие в советский период (1917-1991 годы)
- Денежное содержание Красной Гвардии
- Реформы денежного довольствия 1918-1921 годов
- Реформы денежного довольствия 1922-1941 годов
- Трансформация системы денежного довольствия в годы Великой Отечественной войны
- Реформа системы денежного довольствия 1946 года
- Денежное довольствие в 1946-1991 годы

Денежное довольствие в российский период (1992-2019 годы)
- Денежное довольствие в 1991-2011 годы
- Реформа денежного довольствия 2011 года
- Эксперимент по выплате денежного довольствия военнослужащим по призыву

### Содержаниекняжескойдружины
На свои средства князь содержал дружину – вооружённую силу древнерусского государства. Предпосылкой возникновения княжеской дружины стало деление населения на два разряда (класса): людей служилых, которые князю служили, и тяглых, которые ему платили налоги. Служилые люди составляли основу военной силы. Постепенно сложился состав военной силы: великокняжеская дружина, дружины удельных князей, временное городское, сельское, пограничное ополчение, казачество, иноземные и инородные дружины.
Финансовые отношения князя с дружиною обычно строились на договорных началах, иногда их отношения определялись обычаем и личностью князя. За военные заслуги и отличия князь жаловал деньги, медали, цепи и кресты, носимые на шеи и на груди, дорогие одежды, меха, шубы, оружие, доспехи, коней, кубки, ковши и т.п., а также возводили в звания, придворные, военные и гражданские чины, награждали поместьями или давали имения в потомственное владение. Войскам раздавались денежные и иные награды, в том числе часть взятой добычи. Вдовы и сироты получали часть военной добычи в одинаковом с оставшимися живыми победителями размере. Денежное жалование получали только иноплеменные наёмные дружины.
Изначально дружинники, будучи сотоварищами князя, получали законно положенную им часть, которая не являлась эквивалентной платой за службу. Старшие дружинники, кроме этого, получали под управление города. Для младших дружинников жалование было даром, которое давали за верную службу. Жалование рассматривалось как милость князя в отношении подданных. Впоследствии вся военная добычи стала принадлежать князю. Чтобы получить положенное жалование, дружиннику следовало просить, подавая князю челобитную.

### Поместнаяформа оплатывоинского трудаво временаИвана III (Великого)
Новой силой государства в период княжения Ивана Великого становилось служилое дворянство. Именно Иван III приступил к массовой раздаче земельных наделов и поместий слугам княжеского двора – а также людям вольным при условии несения ими службы.
Из горожан набирались «пищальники» – пехота – ставилась под командование великокняжеских воевод. Новгород и Псков обязаны были выставлять по приказу Великого князя по одной тысяче «пищальников». Из сельского населения в пехоту набиралась «посошная рать», действовал принцип: «кто кого дал – тот того и кормит».

### Денежное содержаниево временаИвана IV (Грозного)
Основы формирования русского войска нового типа заложил приговор (указ) Ивана Грозного от 1 октября 1550 года «Об испомещении в Московском и окружающих уездах избранной тысячи служилых людей». Новая система комплектования и материального стимулирования окончательно была закреплена в Уложении о службе 1556 года. За службу дворянам давался земельный надел (поместное жалование) и полагалось денежное жалование. Поместное жалование выступало и как награда за службу, так и как источник материального дохода, с которого владелец поместья снаряжал себя для походов. Денежное жалование зависело от разряда и выдавалось или при выступлении в поход, или через два года на третий. Основу армии составляли стрельцы, которые находились на государственном содержании. Они получали из казны денежное жалование и хлебное жалование. Стрельцы, нёсшие службу в приграничных городах, наделялись земельными участками – наделами. В Москве и других городах стрельцы жили семьями в особых слободах, имели двор и приусадебный участок. Ввиду того, что жалование стрельцам (по 4 руб. в год) выдавалось нестабильно, им разрешалось заниматься ремёслами и торговлей.
В понятие довольствия войск входило:
- установление поместных окладов – состоящих из отвода для служилых людей (воинов) земельных участков;
- установление хлебного и денежного жалования;
- частичный отпуск оружия и снаряжения от казны.

Все ратные люди – служилые люди, получая от казны землю – «хлебное довольствие», назначаемое стрельцам, и денежное жалование, должны были обеспечить себя всем необходимым.
Исключением из этого правила выступали даточные люди – ополчение – рекруты – которые обеспечивались за счёт средств местных властей.
В системе довольствия войск – денежное довольствие занимало центральное место – несмотря на натуральный характер ведения хозяйства. И денежное довольствие, и натуральное определялось, главным образом, способом комплектования войск и служебным разрядом или должностью.

171 февраля в 5 день великий государь указал взять росписи изо всех приказов, кроме Дворца, серебряным деньгам приходу и росходу 161-го и 162-го году, кормовым деньгам изо всех же приказов, росписи-жъ ратным людем конным и пешим на Москве и в городех; и положить конным 3 статьи: 1-я — 15 руб., 2-я — 12 руб., 3-я — 10 руб.; салдатом: по 6 де. ч. на день, 2-я — по 4 де. ч. на день; драгуном: 1-я статья — 4 руб., 2-я — 3 руб.; стрельцом: 1-я — 3 руб., 2-я — 2 руб.; /2 л./ а для службы на подъём: 1-я — 2 рубли, 2-я — рубль. Окольничему Фёдору Кузьмичу Елизарову выписать, что во всем государстве людей по переписным книгам, и положить з двора: 1-я статья по полуполтине, 2-я — по 2 гривны. Взяв росписи, росписать указные дачи по полком и по чином, конным и пешим порознь.— Указ государя: о составлении сметы прихода и расхода серебряных денег за 161 и 162 годы всех приказов, кроме Дворца, о составлении росписей ратных людей и денежного жалования им, и о выписке числа дворов во всём государстве для оклада полуполтинным и двугривенным сбором на содержание служилых людей Архив Министерства юстиции

### Создание системыденежного довольствияПетром Первым
Система денежного довольствия прошла в своём развитии путь от натуральной формы до многообразных форм и источников денежного и натурального обеспечения. Пётр Первый заложил основы современной системы, которая зависит от занимаемой должности (ранее считалась равнозначна чину – званию) и условий службы, которая в дальнейшем претерпевала изменения только по составу выплат.
| Жалование армейских офицеров и военного духовенства перед Первой мировой войной, руб. в год | Жалование армейских офицеров и военного духовенства перед Первой мировой войной, руб. в год | Жалование армейских офицеров и военного духовенства перед Первой мировой войной, руб. в год |
| Чин                                                                                         | Оклад после вычетов                                                                         | Оклад после вычетов                                                                         |
| Чин                                                                                         | Основной                                                                                    | Усиленный                                                                                   |
| ------------------------------------------------------------------------------------------- | ------------------------------------------------------------------------------------------- | ------------------------------------------------------------------------------------------- |
| Полный генерал                                                                              | 2100                                                                                        | 2940                                                                                        |
| Генерал–лейтенант                                                                           | 1800                                                                                        | 2472                                                                                        |
| Генерал–майор                                                                               | 1500                                                                                        | 2004                                                                                        |
| Полковник                                                                                   | 1200                                                                                        | 1536                                                                                        |
| Подполковник, войсковой старшина                                                            | 1080                                                                                        | 1344                                                                                        |
| Капитан, ротмистр, есаул                                                                    | 900                                                                                         | 1080                                                                                        |
| Штабс-капитан, штабс-ротмистр, подъесаул                                                    | 780                                                                                         | 948                                                                                         |
| Поручик, сотник                                                                             | 720                                                                                         | 876                                                                                         |
| Подпоручик, корнет, хорунжий                                                                | 660                                                                                         | 804                                                                                         |
| Псаломщик                                                                                   | 360                                                                                         | 540                                                                                         |
| Нештатный дьякон                                                                            | 600                                                                                         | 732                                                                                         |
| Штатный дьякон                                                                              | 720                                                                                         | 876                                                                                         |
| Священник                                                                                   | 900                                                                                         | 1080                                                                                        |
| Нештатный протоиерей и священник в звании благочинного                                      | 1080                                                                                        | 1344                                                                                        |
| Настоятель военного собора и протоиерей благочинный                                         | 1200                                                                                        | 1536                                                                                        |

Впервые Петром Первым 19 февраля (2 марта) 1711 года для военнослужащих были введены оклады жалования в зависимости от воинского звания (в год, русский/иноземный военнослужащий):
- генерал-фельдмаршал — 7000 руб.
- генерал — 2600/3120 руб.
- генерал-лейтенант — 1800/2100 руб.
- генерал-майор — 1080/1800 руб.
- полковник — 300/600 руб.
- подполковник — 150/360 руб.
- майор — 140/300 руб.
- капитан — 100/216 руб.
- поручик — 80/120 руб.
- подпоручик, прапорщик — 50/84 руб.
- унтер-офицер — 14 руб. 40 коп.
- рядовой — 9 руб. 80 коп.[19]

Зависели оклады жалования от целого ряда параметров, таких как: чин (звание), род войск, категория военнослужащего (офицер или нижний чин), место прохождения службы (фронт или тыл).
Помимо окладов жалования офицеры получали порционы, рационы, прогонные и другие выплаты. Выдача порционов и рационов введена Уставом воинским от 30 марта 1716 года. Порционы выдавались офицерам за время их службы в войсках, оказавшихся во время войны за границей. Официальное предназначение порционов – улучшение питания офицеров в заграничных походах. Нормы продовольствия в виде порционов были весьма высокими.
Рацион представлял собой годовую (месячную) стоимость довольствия одной лошади. Один рацион на сутки включал: овса 2 гарнца, сена 16 фунтов, сечки 2 гарнца, соломы 1 сноп. Таких рационов полагалось несколько: прапорщику – 3, капитану – 5, полковнику – 17, генерал-фельдмаршалу – 200. Количество рационов зависело не только от звания, но и от рода войск. Гвардейская пехота получала на два рациона больше армейской, а самое большое количество рационов полагалось офицерам лейб-гвардии конного полка. Установленная органами власти годовая цена одного рациона – 5 руб. 70 коп. объявлялась в приказе по части, а деньги за рационы выдавались офицерам вместе с жалованием. Количество рационов и их стоимость не раз пересматривались, сокращалась разница в выплате этих денег в различных родах войск.
Прогонные деньги выплачивались офицерам при командировках и служебных переводах. Размер прогонных денег определялся чином и нормой платы за «версту-лошадь». Расчёт расстояний делался по издаваемой штатс-конторою «повёрстной книги». Нормальной платой за одну лошадь считалось 2 коп. с версты. В отдалённых глухих местностях, а также вблизи Москвы и С-Петербурга, нормы прогонных денег были несколько выше, а в местностях, сопредельных с районами военных действий, плата за версту-лошадь увеличивалась в два раза. К другим выплатам относились денщицкие деньги и деньги на канцелярские расходы.
В 1731 году оклады денежного содержания военнослужащих, иностранных подданных, принятых на русскую службу, уравняли с окладами отечественных военнослужащих. Значительно усилили дифференциацию жалования от рода войск (имелось одиннадцать родов войск, несколько окладов по одному и тому же чину), впервые выделены в материальном обеспечении офицеры гвардейских частей.
Первое повышение окладов жалования было в конце XVIII века (до этого не менявшиеся более 60 лет), более высокие оклады получали офицеры артиллерийских и понтонных частей, офицеры гвардии.

### Денежное довольствиев началеXIX– началеXXвеков
В первой половине XIX века денежное довольствие офицерского состава состояло из жалования, столовых денег, порционов, рационов, некоторых других добавочных выплат. Размер жалования офицерам определялся чином, должностью и особыми Высочайшими назначениями.
Кроме того, в войсках жалование различалось по роду оружия, роду войск. С января 1817 года впервые установлены столовые деньги по некоторым должностям офицеров. Они назначались ассигнациями на год в размере: командиру батальона – 1000 руб., командиру полка – 3000 руб., командиру бригады – 4000 руб., командиру дивизии – 6000 руб. и командиру корпуса – 10000 руб.
Жалование офицеров в первой половине XIX века увеличивалось трижды: в 1801, 1817 и 1839 годы.
Во второй половине XIX века бурный промышленный рост в России сопровождался резким скачком цен. С ростом цен повышалось денежное довольствие офицеров (1858, 1866, 1874 годы), вводились различные виды пособий.
В последний раз перед Первой мировой войной жалование и столовые деньги повышались в 1899 году. При этом Правительство отказалось от одного из основополагающих принципов установления размера жалования офицерскому составу – его зависимости от рода войск. Этот принцип действовал в течение почти двух столетий. С 1899 года оклады всех офицеров сравнялись с офицерскими окладами специальных родов войск. Офицеры гвардии продолжали получать оклад чином выше, чем им фактически был присвоен. Такое изменение в денежном довольствии офицеров мотивировалось тем, что повышалась насыщенность оружием и техникой всех родов войск, в том числе пехоты, а не только артиллерийских и инженерных частей.
В 1908 году были введены добавочные деньги строевым офицерам, упорядочена выплата квартирных денег. В дальнейшем система денежного довольствия офицеров осталась без изменения до 1917 года. Сумма жалования указывалась в штатах полков, табелях и отдельных нормативных указаниях Императорской квартиры и Военного ведомства. Во всех документах того времени указывались суммы, положенные офицеру на год. Выплата денег осуществлялась, как правило, один раз в 4 месяца (так называемые выдачи «в треть года»).
Полное денежное довольствие офицера русской армии в начале XX века включало в себя:
- оклад жалования (по чину);
- столовые деньги (по должности);
- добавочные деньги (по чину и за выслугу лет в чине);
- квартирные деньги (в зависимости от чина и местности, где военнослужащий проходил службу);
- другие выплаты (суточные деньги, путевые деньги).

Оклад жалования, как и в прошедшее время, устанавливался в зависимости от воинского звания. Оклады жалования были основными (обычными) и усиленными. Усиленные оклады выплачивались в военное время и в мирное время в отдалённых местностях Российской империи. В частях гвардии основное и усиленное жалование выплачивается на одну ступень выше армии.
Квартирные деньги являлись важной составляющей общего материального обеспечения военнослужащих. В России длительное время лишь очень незначительная часть офицеров могла получить квартиру в казённых зданиях, преимущественная часть имела квартиры от земств по месту нахождения воинских частей путём «постойной повинности», когда не только нижние чины, но и офицеры определялись местной властью на постой у населения.
Постойная повинность отрицательно сказывалась на боевой подготовке войск, так как вынуждала ежегодно в течение восьми месяцев держать военнослужащих разбросанными по отдельным деревням и дворам, без всяких занятий и вне сколько-нибудь действенного контроля начальства. Полк мог занимать целый уезд, несколько сот квадратных вёрст.
Начиная с 1817 года натуральная постойная повинность постепенно заменялась квартирными деньгами. Размер квартирных денег, условия их выплаты постепенно совершенствовались. Если вначале квартирные деньги определялись лишь по воинскому званию офицера, то затем стали также учитываться занимаемая им должность, место прохождения военной службы и другие обстоятельства.

### Денежное содержаниеКрасной Гвардии
В каждом городе – в каждом районе – на каждом предприятии красногвардейские отряды строились и обеспечивались по-разному. Общее собрание рабочей гвардии Василеостровского района Петрограда просило Петроградский совет рабочих и солдатских депутатов обязать предпринимателей платить рабочим – состоявшим в рядах гвардии – средний заработок – но не ниже 8 руб. в день – а вовсе не работающим на заводах – по 8 руб. из городских сумм. Для содержания Красной Гвардии отчисляли ежемесячно 1% заработной платы на революционные цели.
После революции владельцы заводов и фабрик уклонялись от выплаты заработной платы красногвардейцам путём осуществления в этом деле волокиты и саботажа. Денежных средств не хватало – например – из всей Москвы лишь в Пресненском районе имелся фонд денежных средств – из которого производилась выплата содержания красногвардейцам по 5 руб. в сутки.
По мере развёртывания Красной Гвардии её финансовые потребности всё расширялись. Отряды Красной Гвардии финансировались Советами – профсоюзами – рабочими и служащими за счёт отчислений от заработной платы.

### Денежное довольствиеКрасной Армии
После создания в 1918 году Рабоче-Крестьянской Красной Армии первоначально при установлении размеров окладов командному составу ориентировались на выплаты офицерскому составу царской армии, такие как оклады жалования, столовые и добавочные деньги.
Новые оклады по должностям ввели приказом Народного комиссара по военным делам от 2 января 1918 года № 5 «Об окладах жалованья для военнослужащих». С 1 января 1918 года военнослужащим, занимавшим должности от взводного командира и выше, оклады жалования делились на обыкновенный и боевой. Прекращался отпуск походных, двойных походных и полевых порционов, суточных денег для семейных, суточных денег, установленных за службу в привилегированных местностях, фуражных денег, дровяных денег, денег на освещение и наём прислуги.
С 1 сентября 1919 года установили два различных тарифа денежного содержания военнослужащих – строевой и военно-административный. Со введением тарифов система денежного довольствия военнослужащих была приведена в соответствие с условиями службы в регулярной армии и особенностями военного времени.
После окончания Гражданской войны отказались от установления окладов по должностям строевым и административным и с 1 февраля 1923 года ввели единый военный тариф, тарифная сетка которого содержала 26 тарифных разрядов, а с 1 августа 1923 года – 30 тарифных разрядов. Однако сразу выяснился серьёзный недостаток единого военного тарифа. Он состоял в незначительности разрыва в окладах рядового и командного состава. С целью устранения этого недочёта с 1 июня 1924 года вводятся две тарифные сетки:
- 9-разрядная – для военнослужащих рядового и младшего начальствующего состава срочной службы;
- 19-разрядная – для рабочих, служащих и добровольцев (1-6 разряды), старшего, среднего и высшего командного и начальствующего состава (7-19 разряды).

С 1 июля 1929 года в связи со введением нового положения о прохождении службы средним, старшим и высшим начальствующим составом РККА единая тарифная сетка окладов командному составу была отменена. Денежное довольствие стало состоять из категорного (основного), должностного (дополнительного) окладов, квартирно-коммунальных и бытовых денег.
С 1 ноября 1932 года вместо дополнительных окладов по должности, квартирно-коммунальных и бытовых денег введены должностные оклады. Таким образом, денежное содержание командного и начальствующего состава слагалось из двух окладов: основного (категорного) оклада и из должностного оклада (бывшего дополнительного оклада по должности, квартирно-коммунальных и бытовых денег). Категория присваивалась военнослужащему в зависимости от занимаемой должности и профессиональных качеств.
С 1 сентября 1935 года со введением персональных воинских званий (лейтенант, старший лейтенант и т.д.) деление окладов командного и начальствующего состава Красной Армии на должностной и категорный упразднено. Устанавливались единые штатно-должностные оклады денежного содержания, при этом в артиллерии и механизированных частях оклады содержания были установлены на 50 руб. выше, чем в пехоте, коннице и специальных частях. С 1 ноября 1938 года всему командному и начальствующему составу Красной Армии штатно-должностные оклады были увеличены, дифференцированы по родам войск и до начала Великой Отечественной войны в основном остались неизменными.
В предвоенные годы размер должностных окладов всё больше ставился в зависимость от рода войск, технической оснащённости воинских частей. Наиболее высокие оклады полагались в ВДВ, артиллерийских, бронетанковых и некоторых других войсках. Самые наименьшие оклады получали в стрелковых частях и артиллерии. Такие правила установления окладов соответствовали требованиям того времени – служба поощрялась в воинских частях с высокой технической оснащённостью.

### Системаденежного довольствияв годыВеликой Отечественной войны
```
Вечная память погибшим и умершим героям 
Великой Отечественной войны
!
 
Почёт и уважением ныне живущим героям 
Великой Отечественной войны
!
```

В военные годы в систему денежного довольствия внесли изменения, отражающие решение вопросов, связанных с обеспечением больших масс военнослужащих, призванных из запаса, с обеспечением раненых и больных, семей военнослужащих, со введением новых видов денежного довольствия в действующей армии и на флоте.
Подробно о денежном довольствии в годы войны рассказано в фильме Ударим рублём по фашизму.
Выплату денежного довольствия всему личному составу Красной Армии было решено производить по нормам мирного времени, в соответствии с занимаемыми штатными должностями. Призванным лицам среднего, старшего и высшего начальствующего состава, со дня призыва до назначения на штатные должности устанавливались выплаты окладов денежного содержания в размере 550 руб. для среднего, 750 руб. для старшего и 1000 руб. для высшего начальствующего состава, то есть на уровне минимальных окладов по тем должностям, на которые они могли быть назначены. Зачисление на сверхсрочную службу во время войны было отменено.
Стимулирование боевой деятельности военнослужащих развивалось тремя путями:
- установление увеличенных окладов по отдельным должностям военнослужащих, выполнявшим наиболее ответственную боевую работу;
- расширение добавочных видов денежного довольствия;
- введение компенсационных выплат.

Увеличенные оклады по отдельным должностям военнослужащих, выполнявшим наиболее ответственную боевую работу, устанавливались многим военнослужащим, причём не только офицерскому составу, но и военнослужащим срочной службы. В частности, увеличенные оклады предусматривались для военнослужащих гвардейских частей, соединений и армий, ударных армий, штурмовых инженерно-сапёрных частей и соединений, частей истребительно-противотанковой артиллерии и гвардейских миномётов, воинских частей и подразделений противотанковых ружей и станковых пулемётов, снайперам, членам экипажей танков и др.
Увеличение окладов большинству военнослужащих, имевших на это право, осуществлялось путём повышения получаемого должностного оклада, как правило, на 100 % – военнослужащим срочной службы и на 50 % – офицерам.
В связи с возросшим значением командиров полков и дивизий в условиях войны 14 января 1942 года Государственный Комитет Обороны постановил повысить оклады содержания: командирам и военным комиссарам дивизий с 1600 до 2200 руб., командирам и военным комиссарам бригад с 1600 до 2000 руб., командирам и военным комиссарам полков с 1200—1300 руб. до 1800 руб. в месяц. Этим же постановлением командирам и военным комиссарам авиационных полков, бригад и дивизий оклады содержания оставили в существовавших размерах. Например, у командира и военного комиссара истребительной авиационной дивизии основной оклад составлял 3600 руб. в месяц.
Путём расширения добавочных видов денежного довольствия усиливался поощрительный характер денежного довольствия. Вновь вводимые добавочные виды денежного довольствия полагались за боевые успехи, квалификацию, уничтоженную технику противника и др.
Особенно широкое применение стимулирующие выплаты нашли в авиации, где право на премии (вознаграждения) имели лётчики за сбитые самолёты противника, уничтожение аэродромов, успешную бомбардировку военных и политических объектов и в ряде других случаев.
В сухопутных войсках предусматривались премии за подбитые и подожжённые танки противника. Они выплачивались расчётам противотанковых ружей, экипажей танков, артиллеристам всех видов артиллерии, а также за танки, уничтоженные индивидуальными средствами борьбы.
Вознаграждение за классную квалификацию выплачивалось сравнительно небольшому контингенту военнослужащих: механикам-водителям танков, телеграфистам и радиотелеграфистам, трактористам и тракторным механикам.
Премиальные выплаты получали военнослужащие ремонтно-восстановительных органов и частей. Премия устанавливалась в зависимости от степени ремонта (текущий, средний), марки танка, орудия и выполнения плана, количества и качества ремонта. Ремонт самолётов, авиамоторов, иной дорогостоящей техники поощрялся специальной премиальной системой. Выплачивались премии за эвакуацию танков с поля боя. Существовали премии за качественный ремонт тракторов, автотранспорта, за экономию горючего, сбор и возврат стреляных гильз, цветного металла, стальных шлемов, специальной укупорки.
Компенсационные выплаты состояли из единовременного пособия и полевых денег. Единовременное пособие (введено взамен отменённого на время войны подъёмного пособия) выплачивалось всему кадровому среднему, старшему и высшему начальствующему составу и мобилизованным запаса входящим в состав действующей армии (до штаба фронта включительно) в размере одного месячного основного оклада по занимаемой штатной должности без учёта надбавок и только один раз за время войны. Полевые деньги выдавались ежемесячно всем военнослужащим за время фактического пребывания в действующей армии (до армейского тыла включительно), получавшим основной оклад денежного содержания:
- до 40 руб. в месяц – в размере 100 % оклада;
- от 40 до 75 руб. в месяц – в размере 50 % оклада;
- свыше 75 руб. в месяц – в размере 25 % оклада.

Большого и пристального внимания финансовой службы потребовало обеспечение денежным довольствием раненых и больных военнослужащих. А таковых в 1941—1945 годы было более 22 млн человек. За ранеными и больными военнослужащими сохранялись оклады по последней должности впредь до нового их назначения или увольнения из рядов Красной Армии. Трудности с выплатой денежного довольствия раненым военнослужащим состояли в том, что эвакуированные с поля боя военнослужащие в подавляющем большинстве не имели денежных аттестатов, а на больных не всегда оформляли денежные аттестаты. Денежное довольствие в этих случаях приходилось выплачивать по опросным листам, или на основании документов, косвенно подтверждающих их штатные должности (например, по красноармейским книжкам). Однако такой порядок не обеспечивал правильности выплаты, поскольку оклад содержания и другие виды денежного довольствия, указанные военнослужащими в опросных листах, нередко не отвечали действительности.
Решению проблема обеспечения денежным довольствием раненых и больных способствовало введение в мае 1942 года расчётной книжки, которая всегда находилась у военнослужащего. Она содержала необходимые данные для выплаты денежного довольствия в лечебном учреждении.
В сентябре 1942 года установили новый порядок обеспечения денежным довольствием раненых и больных военнослужащих, который с незначительными изменениями просуществовал до конца войны. Суть его состояла в следующем:
- военнослужащие, прибывшие на излечение с расчётными книжками, обеспечивались в размерах, указанных в расчётных книжках;
- прибывшие без расчётных книжек, но с документами, подтверждавшими занимаемые должности, обеспечивались по этим должностям;
- прибывшие вовсе без документов обеспечивались: рядовой и младший начальствующий состав – в размере оклада рядового пехоты первого года службы, средний, старший и высший начальствующий состав в этом случае денежным довольствием не обеспечивался;
- лицам среднего, старшего и высшего начальствующего состава, подтвердившим документами принадлежность к этому составу, но не подтвердившим занимаемые должности, выплачивалось: среднему начсоставу – 550 руб., старшему начсоставу – 750 руб. и высшему начсоставу – 1000 руб. в месяц;
- выплата денежного довольствия раненым и больным военнослужащим по опросным листам была прекращена.

Были приняты положения, касающиеся денежного содержания и других категорий защитников Отечества. Уже в самом начале Великой Отечественной войны в ряде городов создавались части народного ополчения. С лицами, вступившими в народное ополчение, предприятия и учреждения расчёта не производили, за ними сохранялся средний заработок по месту работы. Предприятия и учреждения высылали деньги по указанию ополченца – семье, в сберкассу или по месту его нахождения.
Народным ополченцам со дня передачи их в распоряжение Наркомата обороны ежемесячно выплачивались за счёт сметы Наркомата обороны полевые деньги: рядовому составу – 20 руб., младшему начальствующему составу – 30 руб., среднему начальствующему составу – 50 руб.; старшему начальствующему составу 75 руб.
Лица народного ополчения, переведённые в кадровый состав Красной Армии на должности среднего и выше начальствующего состава, обеспечивались всеми видами довольствия по нормам, действовавшим в Красной Армии, при этом выплата сохранённого среднего заработка по месту работы прекращалась.
С развитием партизанского движения, постановлением Государственного Комитета Обороны был установлен порядок выплаты окладов денежного содержания партизанам:
- из числа рабочих, служащих и учащихся в размере: среднего заработка – для партизан из рабочих, основного оклада – для партизан из служащих, стипендии – из учащихся;
- из лиц командного и политического состава не менее: командиру, военному комиссару отряда – 750 руб., заместителю командира отряда, начальнику штаба, командиру батальона – 600 руб., командиру роты, командиру взвода, командиру группы – 500 руб.;
- командиру партизанского соединения – от 1200 до 1800 руб.;
- командиру партизанского отряда (200 чел.) – 750 руб.

Военнослужащим штрафных воинских частей денежное довольствие выплачивалось как рядовому составу по первому году службы, то есть 8 руб. 50 коп. в мес.

### Денежное довольствиев1946-1991годы

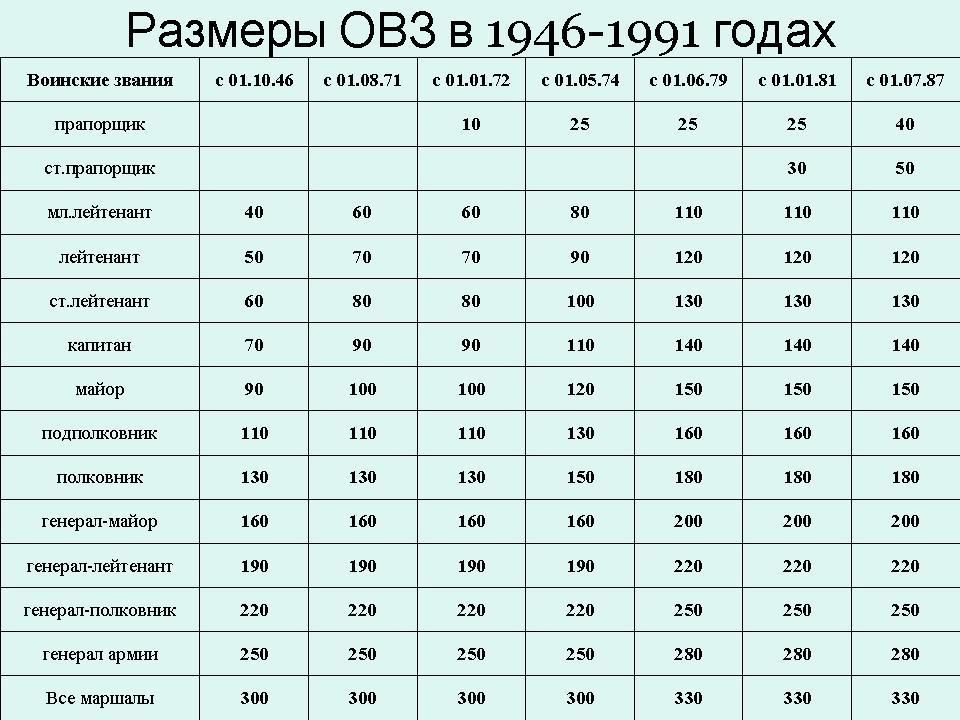
Размеры оклада по воинскому званию в 1946-1991 годах

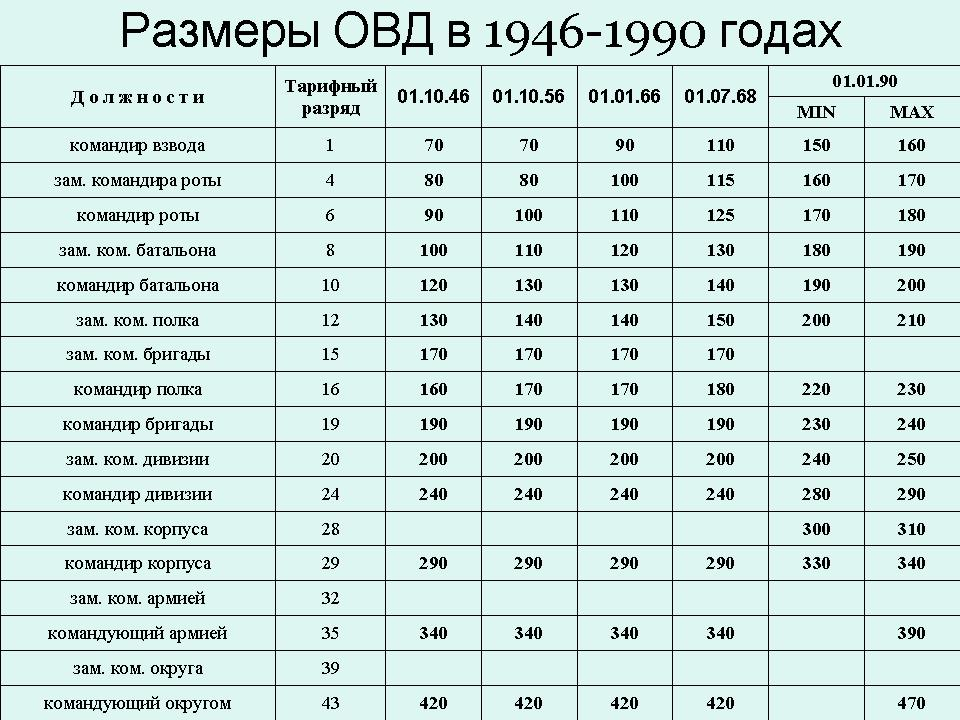
Размеры оклада по воинской должности в 1946-1990 годах

При определении норм денежного довольствия офицерского состава за ориентир бралась заработная плата специалистов на машиностроительных предприятиях оборонной промышленности. Денежное довольствие офицеров войскового звена сравнивали с заработной платой по должностям мастеров участков, начальников участков и цехов, директоров заводов. Правомерность такого подхода обосновывалась тем, что у мастера участка и командира взвода, начальника участка и командира роты и т.д. находилось в подчинении примерно одинаковое количество личного состава, в какой-то степени примерно равный и объём работы у этих должностных лиц.
С 1 октября 1946 года установлена выплата окладов по воинским званиям командному и начальствующему составу. Оклады по воинским званиям повышались трижды: в 1971, 1974 и 1979 годы.
Должностные оклады офицерам с 1 октября 1946 года по 31 декабря 1991 года устанавливались на основании семи схем должностных окладов по типовым должностям:
- центрального аппарата Министерства обороны СССР;
- Сухопутным войскам, Ракетным войскам, войскам ПВО, ВВС (кроме лётного состава, инженеров и техников авиации) и береговым частям ВМФ;
- ВВС, авиации видов Вооружённых Сил и родов войск;
- ВМФ (кроме береговых частей);
- арсеналам, заводам, базам, складам;
- военно-учебным заведениям, курсам (классам) по подготовке, переподготовке и усовершенствованию офицерского состава;
- научно-исследовательским (испытательным) организациям военного ведомства.

Должностные оклады по всем другим должностям устанавливали, ориентируясь на типовые должности.
Первое повышение окладов по воинским должностям провели в 1956 году. В дальнейшем должностные оклады увеличивались в 1966, 1968 и 1990 годы. В 1991 году трижды (с марта, мая и октября) увеличивался размер должностных окладов офицерского состава. В среднем оклады в 1991 году возросли в 2—2,5 раза. Оклады устанавливались «вилочные» – от минимального до максимального – с разрывом 30—50 руб. Командир воинской части при необходимости, в интересах службы, мог установить всему офицерскому составу оклады в максимальных размерах.
Прапорщикам, мичманам и военнослужащим сверхсрочной службы после окончания Великой Отечественной войны, исходя из признания большой важности сверхсрочной службы, система денежного довольствия солдат и сержантов сверхсрочной службы была выделена в самостоятельный вид денежного довольствия. Более высокие должностные оклады получали сверхсрочнослужащие кораблей и частей ВМС (ныне ВМФ), частей береговой обороны ВМС (ныне ВМФ), частей ПВО, авиации ВМС (ныне ВМФ), музыканты штатных музыкальных подразделений воинских частей.
Существенные перемены в денежном довольствии военнослужащих сверхсрочной службы произошли в 1956 году. Всем сверхсрочнослужащим независимо от того, в каком виде Вооружённых Сил или роде войск они проходили службу, устанавливались одинаковые оклады по занимаемой должности согласно штатному воинскому званию (от рядового до старшины). Были отменены районные коэффициенты за службу в отдалённых местностях.
С января 1966 года ввели иной порядок определения окладов военнослужащим сверхсрочной службы:
- отказались от применявшегося многие годы правила – оклады ставить в прямую зависимость от штатных воинских званий (их было шесть: от рядового до старшины);
- ввели 9-разрядную тарифную сетку, оклады в ней поставили в зависимость от продолжительности непрерывной сверхсрочной службы.

В результате изменений размеры окладов военнослужащих сверхсрочной службы в 1966 году по сравнению с 1956 годом заметно увеличились (в 2—3 раза).
Оклады денежного содержания военнослужащих срочной службы, по сравнению с другими группами военнослужащих, предусмотрены в небольших суммах. С 1 октября 1946 года их размер зависел от занимаемой должности, рода войск, места расквартирования части. В более высоких размерах оклады были установлены лётно-техническому составу, в ВМФ и отдалённых местностях. С 1 октября 1956 года всем военнослужащим, независимо от рода войск и места дислокации части, оклады определялись согласно штатному званию и году службы (в ВМФ – по 3-му году). Самый малый оклад по штатному званию «рядовой» установили 3 руб., а по званию «старшина» – 20 руб. в месяц.
Получили развитие добавочные виды денежного довольствия. С точки зрения предназначения, то есть цели установления их виды можно свести в две группы, носившие стимулирующий либо компенсационный характер. Всего применялось свыше 50 добавочных видов денежного довольствия, предусмотренных для широкого круга военнослужащих.
Наибольшее развитие получили добавочные виды, стимулирующие прохождение службы в особых условиях, что в значительной мере связано с военно-техническим прогрессом. Армия и флот стали оснащаться новейшим вооружением и техникой, в том числе ракетно-ядерным оружием. Выплаты за особые условия службы предназначались личному составу танков и других боевых машин, самолётов, вертолётов, подводных лодок, надводных кораблей. Введено стимулирование боевого дежурства, прыжков с парашютом и водолазных работ, участия в морских походах, службы в удалённых от баз районах, за полёты с палубы корабля, выполнения работ в условиях опасных для здоровья и жизни медицинского персонала и т.д. Особый характер воинского труда потребовал установления добавочных выплат целевого назначения военнослужащим ВМФ, РВСН, войск ПВО, ВДВ. Среди выплат, стимулировавших продолжительность службы, наибольшую роль играла процентная надбавка за выслугу лет на должностях офицерского состава, которая полагалась всем офицерам после двухлетней офицерской службы.
Воздействовать на военнослужащих позволяли выплаты, стимулировавшие выполнение специальных работ, отдельных обязанностей. Такие добавочные выплаты полагались за испытания авиационной техники, работу с ядерной энергией, розыск и подрыв затонувших боеприпасов, выполнение должностных обязанностей старшины подразделения и др. Большое значение имели выплаты, предназначенные для поощрения профессионального мастерства. На рост знаний, практических навыков и умений были направлены выплаты за классную квалификацию, знание иностранных языков, учёное звание и учёную степень, успешное окончание военно-учебного заведения. Выплаты, стимулировавшие поддержание техники и вооружения в постоянной боевой готовности, способствовали сохранности, исправности и технической готовности танков, самолётов, кораблей, артиллерийских систем, стрелкового оружия и других средств воинского труда. Особо следует выделить единовременное, раз в год, денежное вознаграждение за поддержание высокой боевой готовности войск, добросовестное выполнение служебных обязанностей и безупречную дисциплинированность, денежное вознаграждение за безаварийную работу.
Компенсационные выплаты предназначались для оказания материальной помощи военнослужащим при различных обстоятельствах: приёме на военную службу, перемещении на новое место службы, ранении, контузии или увечье, увольнении с военной службы и др.

### Денежное довольствиев1992-2011годы

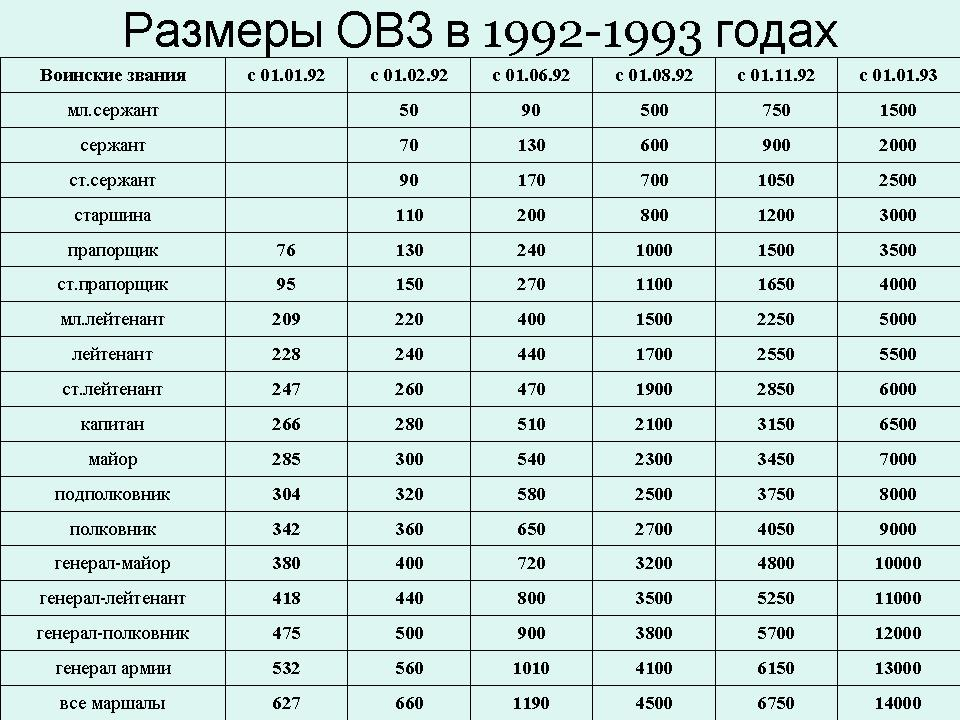
Размеры оклада по воинскому званию в 1992-1993 годах

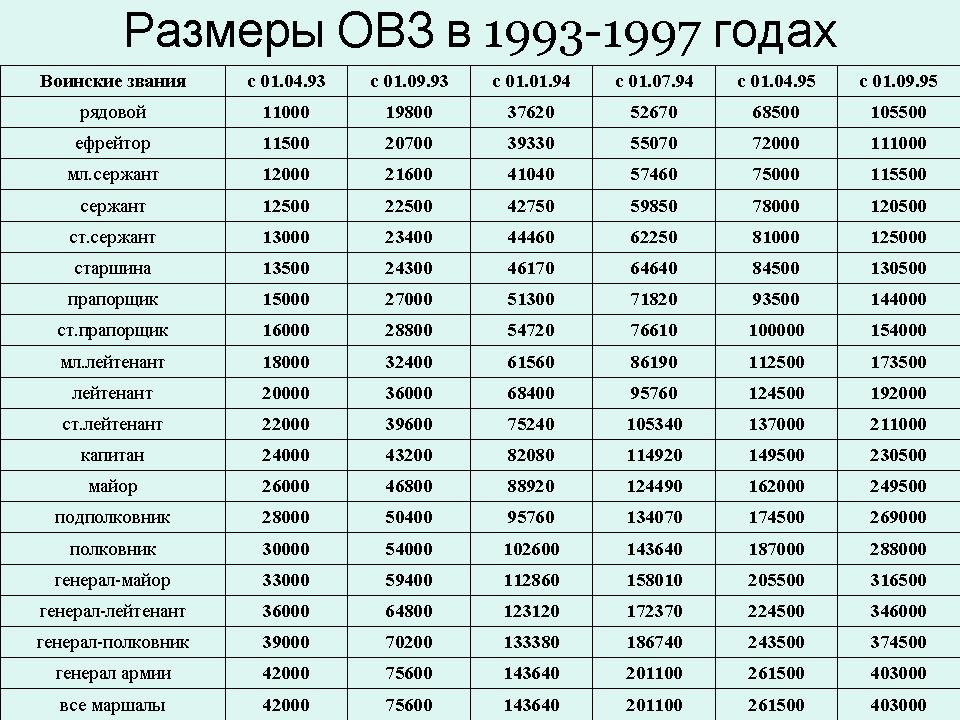
Размеры оклада по воинскому званию в 1993-1997 годах

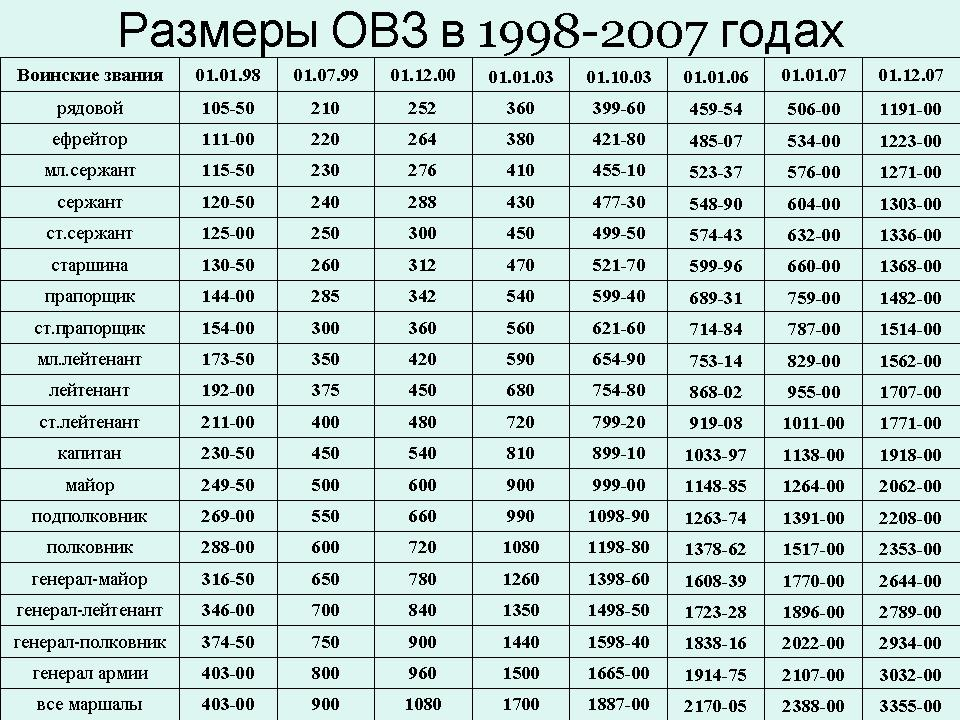
Размеры оклада по воинскому званию в 1997-2008 годах

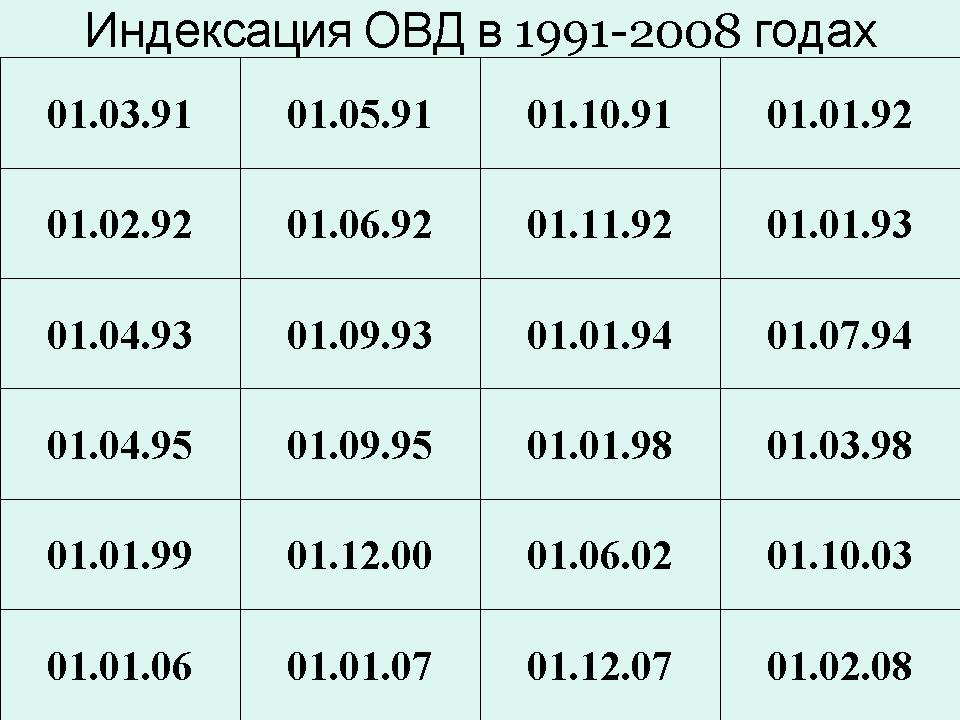
Индексация оклада по воинской должности в 1991-2008 годах

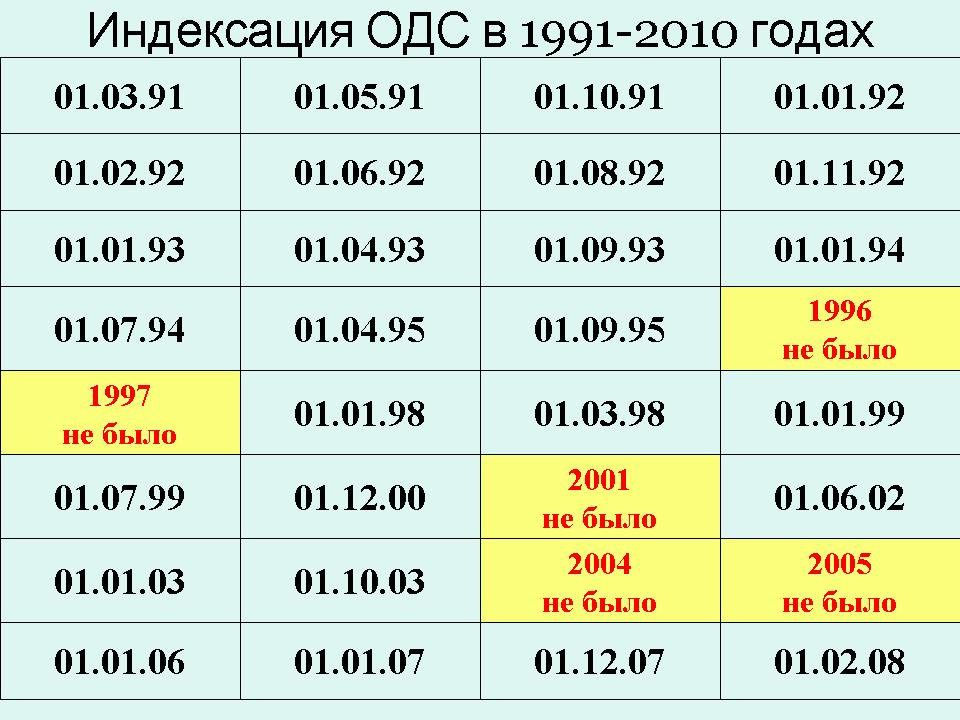
Индексация оклада денежного содержания в 1991-2010 годах

Начиная со второго квартала 1992 года, был введён единый универсальный механизм увеличения оплаты труда на основе регулярного пересмотра минимального размера оплаты труда, которая, в свою очередь, определялась исходя из минимального прожиточного бюджета.
Механизм установления окладов денежного содержания военнослужащим исходя из минимального размера оплаты труда был закреплён Законом Российской Федерации 1993 года № 4338-I «О статусе военнослужащих», согласно которому денежное довольствие военнослужащих состояло из месячного оклада в соответствии с занимаемой должностью (оклад по должности) и месячного оклада в соответствии с присвоенным воинским званием (оклад по воинскому званию), которые составляли оклад месячного денежного содержания военнослужащих (оклад денежного содержания), месячных и иных надбавок и других дополнительных денежных выплат. При этом оклады по первичным воинским должностям солдат и матросов по контракту не могли быть менее пяти минимальных размеров оплаты труда, а оклады по воинским званиям не могли быть менее половины воинских должностных окладов.
Размеры окладов по типовым воинским должностям и воинским званиям были определены постановлением Совета Министров – Правительства России 1993 года № 65 «Об упорядочении выплаты денежного довольствия военнослужащим, лицам рядового и начальствующего состава органов внутренних дел и усилении их социальной защиты».
Главное управление военного бюджета и финансирования Министерства обороны, на основании типовых окладов, разработало тарифные сетки по воинским должностям военнослужащих Вооружённых Сил, которые довели до финансовых органов частей приказом Министра обороны.
Конкретные размеры должностных окладов военнослужащих устанавливались командирами частей в пределах от минимума до максимума по соответствующему тарифному разряду («вилочные» оклады) в зависимости от отношения конкретного военнослужащего к исполнению своих должностных обязанностей.
Структура и размеры ряда входящих в денежное довольствие выплат с 1998 года определялись ст. 12 и 13 Федерального закона 1998 года № 76-ФЗ «О статусе военнослужащих», принятого взамен прежнего. Для всех военнослужащих были утверждены единые нормы по некоторым выплатам, размеры которых утверждались ведомственными нормативными актами.
Установленные в январе 1993 года оклады денежного содержания повышались несколько раз.
Требование о формировании оклада денежного содержания в зависимости от величины минимального размера оплаты труда сохранялось вплоть до 1 июля 2000 года и было отменено Федеральным законом 2000 года № 82-ФЗ «О минимальном размере оплаты труда».
Добавочные виды денежного довольствия развивались в разных направлениях.
Во-первых, по пути увеличения размеров существующих надбавок и дополнительных выплат, которые были в своё время установлены в абсолютных величинах либо процентах от должностных окладов с ограничением предельными суммами в рублях. Например, денежное вознаграждение за прыжки с парашютом, водолазные работы, надбавки за особые условия службы, знание иностранного языка, учёное звание и учёную степень.
Во-вторых, вводились новые добавочные виды денежного довольствия: надбавка за особые условия службы офицерам – наземным авиационным специалистам, обеспечивающим безопасность полётов самолётов и вертолётов, офицерам, входящим в экипажи танков, боевых машин пехоты, самоходных артиллерийских установок, выплата денежного вознаграждения офицерам, прапорщикам, мичманам и военнослужащим сверхсрочной службы за несение караульной службы.
Кроме выплат, предусмотренных Федеральным законом «О статусе военнослужащих», Министру обороны предоставлялось право устанавливать другие надбавки и другие дополнительные выплаты военнослужащим дифференцированно в зависимости от нахождения в подчинении военнослужащих личного состава, сложности, объёма и важности выполняемых ими задач.
С 1 июля 2000 года по 30 июня 2002 года размеры окладов по воинским должностям, воинским званиям и дополнительных выплат определялись отдельными постановлениями Правительства России по представлению Министра обороны с соблюдением условия единства основных норм денежного довольствия военнослужащих во всех федеральных органах исполнительной власти, в которых предусмотрена военная служба.
Переход к новой системе правового регулирования отношений в сфере социальной защиты военнослужащих – на основе принципа приравнивания размеров денежного довольствия военнослужащих к денежному вознаграждению соответствующих категорий федеральных государственных служащих был осуществлён в два этапа. Военнослужащим по контракту на первом этапе (с 1 июля 2002 года) установлены оклады по воинским должностям в размерах не ниже должностных окладов соответствующих категорий федеральных государственных служащих, а на втором этапе (с 1 января 2003 года) – оклады по воинским званиям в размерах не ниже надбавок за квалификационные разряды соответствующих категорий федеральных государственных служащих.
Указом Президента России 2002 года № 537 «О денежном довольствии военнослужащих» были утверждены и введены для установления размеров окладов денежного содержания военнослужащих следующие документы:
- табель соответствия основных типовых воинских должностей военнослужащих по контракту государственным должностям федеральной государственной службы;
- табель соотношения окладов по некоторым типовым воинским должностям военнослужащих по контракту;
- табель соответствия воинских званий военнослужащих по контракту квалификационным разрядам государственных служащих.

Соответствие воинского звания Маршала Российской Федерации квалификационному разряду государственных служащих не устанавливалось. Размер месячного оклада по этому воинскому званию определялся по решению Президента России Правительством России.
На основании утверждённых табелей постановлением Правительства России 2002 года № 462 «Об установлении окладов денежного содержания военнослужащих», установлены новые размеры окладов:
- по воинским званиям военнослужащих по контракту;
- по типовым воинским должностям военнослужащих по контракту;
- по типовым воинским должностям военнослужащих по призыву.

Приказом Министра обороны России 2002 года № 245 «О денежном довольствии военнослужащих» установлено соответствие окладов по типовым воинским должностям и окладов по тарифным разрядам по штатным воинским должностям. Впервые взамен двух отдельных тарифных сеток введена единая 50-разрядная тарифная сетка для военнослужащих по контракту: первые 9 разрядов – по воинским должностям, подлежащим замещению солдатами, матросами, сержантами, старшинами, прапорщиками и мичманами; с 10 по 50 разряд – для офицеров. Для военнослужащих по призыву оклады по воинским должностям распределялись, как и прежде, по 6 тарифным разрядам.
Установлены новые размеры окладов по воинским званиям военнослужащих по контракту. В целом, приравнивание окладов военнослужащих к окладам государственных служащих повлекло увеличение денежного довольствия военнослужащих в 2—2,5 раза. Однако реальные доходы военнослужащих были низкими в связи с высокими темпами инфляции. Кроме того, переход на новый принцип оплаты воинского труда сопровождался существенным урезанием прав и льгот военнослужащих. С 1 июля 2002 года отменялись права военнослужащих по контракту:
- на получение денежной компенсации в размере удерживаемого из их денежного довольствия налога на доходы физических лиц;
- на получение ежемесячной надбавки в размере до 50 % от пенсии, которая могла быть им назначена;
- на ежемесячную доплату к денежному довольствию в размере до 50 % оклада по дополнительно исполняемой должности;
- на 50 % скидку по оплате жилья, коммунальных услуг, абонентской платы за пользование радиотрансляционными точками, коллективными телевизионными антеннами и квартирным телефоном.

С 1 января 2005 года произошла «монетизация» (замена льгот на денежные выплаты) социальных льгот граждан страны. Перевод натуральных льгот в денежную форму, с точки зрения обеспечения экономических интересов государства представлялся целесообразным, поскольку позволял усилить контроль над расходованием государственных средств и перераспределением иных материальных ресурсов государства. Вводимые взамен натуральных льгот компенсационные денежные выплаты должны были обеспечивать военнослужащим возможность приобретение всех тех материальных благ, которые ранее предоставлялись им в качестве неденежных форм обеспечения. Взамен отменённых льгот военнослужащим по контракту был увеличен до 120 % размер надбавки за сложность, напряжённость и специальный режим военной службы, составлявшей ранее до 70 % оклада по должности. Для военнослужащих, проходящих военную службу в Москве, Санкт-Петербурге, Московской и Ленинградской областях, надбавку увеличили: офицерам – до 160 %, солдатам, матросам, сержантам, старшинам, прапорщикам и мичманам – до 200 % оклада по должности.
В дальнейшем оклады денежного содержания последовательно повышались несколько раз.
Отдельным категориям военнослужащих повышение денежного довольствия произошло за счёт увеличения размера ежемесячных надбавок за работу со сведениями, составляющими государственную тайну, увеличения нормы морского денежного довольствия плавсоставу ВМФ, введения компенсационной выплаты в размере налога на доходы физических лиц военнослужащим по контракту (за границей).

### Реформа системыденежного довольствия2011года
Структура и размеры ряда входящих в денежное довольствие выплат в 1998-2011 годах определялась ст. 12 и 13 Федерального закона 1998 года № 76-ФЗ «О статусе военнослужащих». В соответствии с ними устанавливались оклады денежного содержания военнослужащих и дополнительные выплаты. Кроме выплат – предусмотренных этим законом – Президент России, Правительство России и Министр обороны (и другие руководители федеральных органов исполнительной власти и федеральных государственных органов) имели право устанавливать другие надбавки и другие дополнительные выплаты военнослужащим дифференцированно в зависимости от сложности, объёма и важности выполняемых ими задач:
- оклады денежного содержания (включая различные увеличения, в том числе лётному составу, «химикам», «ядерщикам» и т.д.);
- ежемесячные выплаты к окладу денежного содержания: процентная надбавка за выслугу лет и др.;
- ежемесячные выплаты к окладу по должности: за особые условия военной службы, за классную квалификацию и др.;
- выплаты, которые зависели от времени работы или объёма выполненных работ: за выполнение прыжков с парашютом, за водолазные работы, за разминирование и др.;
- единовременные выплаты: выплата на обзаведение имуществом первой необходимости, при убытии в отпуск, за непрерывную военную службу офицерам – «парашютистам»;

Всего было от 40 до 100 дополнительных выплат (никто точно не знает). Действовало, по примерным оценкам, свыше 200 Указов Президента России и постановлений Правительства России, приказов Министра обороны (и других руководителей федеральных органов исполнительной власти и федеральных государственных органов), в том числе ограниченного доступа.
Информация о предстоящих изменениях системы денежного довольствия впервые появилась в СМИ с начала 2002 года на канале в выпуске от 18 марта 2002 года программы «Вести» – «Президент поручил Минобороны разъяснить военным нюансы закона о довольствии».
Однако данный проект не был реализован – вместо этого был издан Указ Президента России 2002 года № 537 «О денежном довольствии военнослужащих».
К вопросу о необходимости закона вернулись в 2009 году. В Послании Президента России Федеральному Собранию России от 12 ноября 2009 года было сказано: «До 2012 года нам следует принять и специальный закон о денежном довольствии военнослужащих. Новая система оплаты воинского труда и материального стимулирования должна существенно повысить уровень жизни военнослужащих». Начало реформы системы денежного довольствия было положено в Бюджетном послании Президента России Федеральному собранию от 29 июня 2010 года «О бюджетной политике в 2011-2013 годы». В Основных приоритетах бюджетных расходов в направлении обеспечения обороноспособности страны было обозначено: «Финансирование расходов на национальную оборону должно позволить решить … реформирование денежного довольствия военнослужащих …».
Проект Федерального закона «О денежном довольствии военнослужащих и предоставлении им отдельных выплат» 1 июня 2011 года поступил в Государственную Думу – был зарегистрирован за № 556556-5. Одновременно поступил проект Федерального закона «Об изменении и признании утратившими …» – зарегистрированный под № 556510-5.
Они стали Федеральными законами 2011 года № 306-ФЗ и № 309-ФЗ соответственно.
Существенное отличие от прежней системы: отменено право Министра обороны (и руководителей других государственных органов) самостоятельно устанавливать дополнительные выплаты.
Реформа денежного довольствия военнослужащих проходила в два этапа:
- на первом этапе (с 1 января 2012 года) было реформировано денежное довольствие военнослужащих Вооружённых Сил,[21] и Внутренних войск МВД;
- на втором этапе (с 1 января 2013 года) было реформировано денежное довольствие военнослужащих инженерно-технических, дорожно-строительных воинских формирований при федеральных органах исполнительной власти и спасательных воинских формирований федерального органа исполнительной власти, уполномоченного на решение задач в области гражданской обороны, Службы внешней разведки Российской Федерации, органов федеральной службы безопасности, федеральных органов государственной охраны, федерального органа обеспечения мобилизационной подготовки органов государственной власти Российской Федерации, воинских подразделений федеральной противопожарной службы, а также органов военной прокуратуры и военных следственных органов Следственного комитета Российской Федерации, оклады по должности которых установлены иными федеральными законами.

Реформа денежного довольствия сотрудников также проходила в два этапа.

### Эксперимент по выплатеденежного довольствиявоеннослужащим попризыву
С 1 января 2012 года денежное довольствие военнослужащих по призыву состояло из месячного оклада в соответствии с занимаемой должностью (ОВД) и дополнительных выплат:
- ежемесячная надбавка за классную квалификацию (квалификационную категорию, квалификационный класс);
- ежемесячная надбавка за особые условия военной службы;
- ежемесячная надбавка за выполнение задач, непосредственно связанных с риском для жизни и здоровья в мирное время;
- ежемесячная надбавка за работу со сведениями, составляющими государственную тайну;
- надбавки к денежному довольствию для военнослужащих, проходящих военную службу в воинских формированиях, дислоцированных за пределами территории России, а также военнослужащих, выполняющих задачи в условиях чрезвычайного положения, при вооружённых конфликтах, участвующих в контртеррористических операциях и обеспечивающих правопорядок и общественную безопасность на отдельных территориях России.

В Вооружённых Силах в 2012-2019 годах проводился эксперимент в соответствии с Указами Президента России:
- 2012 года № 100 «О проведении в Вооружённых Силах Российской Федерации эксперимента по унификации денежного довольствия военнослужащих, проходящих военную службу по призыву»;
- 2014 года № 136 «О продлении срока проведения в Вооружённых Силах Российской Федерации эксперимента по унификации денежного довольствия военнослужащих, проходящих военную службу по призыву»;
- 2016 года № 333 «О продлении на 2016 год срока проведения в Вооружённых Силах Российской Федерации эксперимента по унификации денежного довольствия военнослужащих, проходящих военную службу по призыву»;
- 2017 года № 528 «О продлении срока проведения в Вооружённых Силах Российской Федерации эксперимента по унификации денежного довольствия военнослужащих, проходящих военную службу по призыву»

военнослужащим по призыву выплачивается 2 тыс. руб. в месяц.
С 2014 года установлена ежемесячная надбавка за командование (руководство) воинскими подразделениями военнослужащим, замещающим должности командиров (начальников) воинских подразделений и имеющим в подчинении личный состав, – в размере до 80% ОВД по первому тарифному разряду военнослужащего по призыву.
Постановлениями Правительства России:
- 2012 года № 310 «О денежном довольствии военнослужащих, проходящих военную службу по призыву в Вооружённых Силах Российской Федерации»;
- 2014 года № 539 «О денежном довольствии военнослужащих, проходящих военную службу по призыву в Вооружённых Силах Российской Федерации, в 2014-2015 годах»;
- 2016 года № 1047 «О денежном довольствии военнослужащих, проходящих военную службу по призыву в Вооружённых Силах Российской Федерации, в 2016 году»;
- 2018 года № 32 «О денежном довольствии военнослужащих, проходящих военную службу по призыву в Вооружённых Силах Российской Федерации, в 2017-2018 годах»

приказами Министра обороны России 2012 года № 1717, 2014 года № 633, 2016 года № 750, 2018 года № 202 было приостановлено действие всех норм, устанавливающих размеры и порядок выплаты денежного довольствия военнослужащим по призыву.

## Современная системаденежного довольствиявоеннослужащих и сотрудников

### Система нормативно-правового регулирования

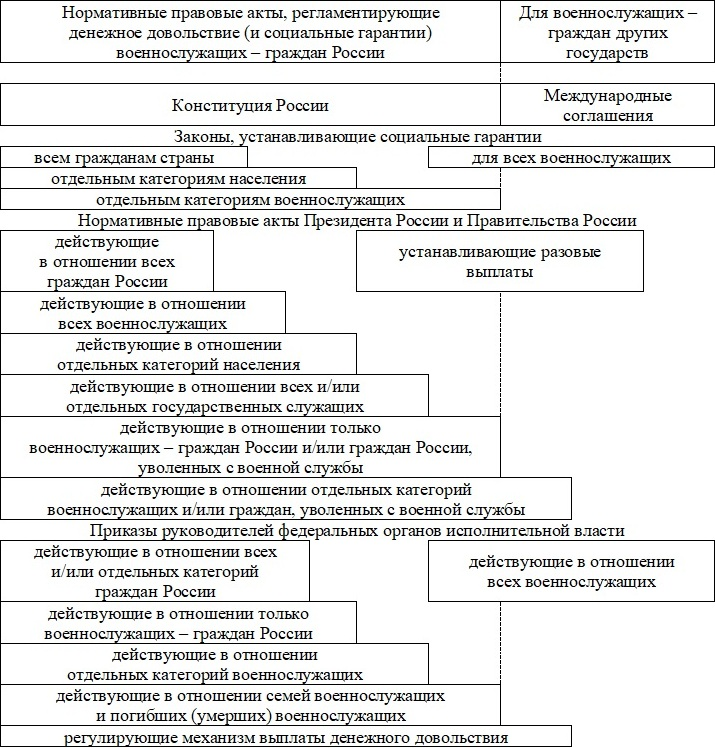
Правовые основы денежного довольствия

Действующая правовая основа денежного довольствия военнослужащих и, особенно, сотрудников довольно сложна, продолжает изменяться.
Сферу денежного довольствия регламентируют свыше 10 законов. Основные из них имеют общий характер для военнослужащих или сотрудников.
В соответствии с Федеральным законом 1998 года № 76-ФЗ «О статусе военнослужащих» структура денежного довольствия военнослужащих и размеры ряда входящих в него выплат установлены Федеральным законом 2011 года № 306-ФЗ «О денежном довольствии военнослужащих и предоставлении им отдельных выплат».
Структура денежного довольствия сотрудников и размеры ряда входящих в него выплат установлены Федеральным законом 2011 года № 247-ФЗ «О социальных гарантиях сотрудникам органов внутренних дел Российской Федерации …»,
Федеральным законом 2012 года № 283-ФЗ «О социальных гарантиях сотрудникам некоторых федеральных органов исполнительной власти …»,
Федеральным законом 2002 года № 78-ФЗ «О денежном довольствии сотрудников некоторых федеральных органов исполнительной власти …».
Действует более 50 Указов Президента России и постановлений Правительства России, принятых как в силу предоставленных полномочий, так и по собственной инициативе. Правительством России в соответствии с предоставленными полномочиями принят большой перечень постановлений, регламентирующих денежное довольствие отдельно военнослужащих и сотрудников, основные из которых устанавливают размеры окладов денежного содержания и правила определения условий и назначения выплат. Несмотря на то, что денежное довольствие военнослужащих и сотрудников регулируют разные Федеральные законы, часть нормативных документов распространяет своё действие на денежное довольствие и военнослужащих, и сотрудников, например:
- постановление Правительства России 2011 года № 1237 «О размерах коэффициентов и процентных надбавок и порядке их применения для расчёта денежного довольствия военнослужащих, проходящих военную службу по контракту, и сотрудников некоторых федеральных органов исполнительной власти, проходящих военную службу (службу) в районах Крайнего Севера и приравненных к ним местностях, а также в других местностях с неблагоприятными климатическими или экологическими условиями, в том числе отдалённых местностях, высокогорных районах, пустынных и безводных местностях»;
- постановление Правительства России 2011 года № 1174 «О дополнительных выплатах отдельным категориям военнослужащих и сотрудников федеральных органов исполнительной власти».

Руководителями федеральных органов исполнительной власти и государственных органов издано более 100 приказов, как общедоступных, так и ограниченного доступа различного уровня, регламентирующих условия и права назначения, градации размеров и самого процесса выплаты денежного довольствия. Отдельные случаи регулируются совместными приказами, например, приказ Министра обороны России, Министра внутренних дел России, Министра по делам гражданской обороны, чрезвычайным ситуациям и ликвидации последствий стихийных бедствий России, Директора Федеральной службы безопасности России, Руководителя Федеральной таможенной службы 2007 года № 288/627/386/369/855 «О мерах по совершенствованию работы по определению квалификации лётного состава государственной авиации». Основной из приказов – утверждающий Порядок обеспечения денежным довольствием.
В соответствии с п. 32 ст. 2 Федерального закона 2011 года № 306-ФЗ «О денежном довольствии военнослужащих и предоставлении им отдельных выплат» Порядок обеспечения военнослужащих денежным довольствием определяется федеральными органами исполнительной власти и федеральными государственными органами, в которых федеральным законом предусмотрена военная служба:
- Порядок обеспечения денежным довольствием военнослужащих Вооружённых Силах Российской Федерации и предоставления им и членам их семей отдельных выплат утверждён приказом Министра обороны России 2019 года № 727;
- Порядок обеспечения денежным довольствием военнослужащих войск национальной гвардии Российской Федерации и предоставления им отдельных выплат утверждён приказом директора Федеральной службы 2020 года № 472;
- Порядок обеспечения денежным довольствием военнослужащих системы МЧС России, предоставления им отдельных выплат и денежных выплат гражданам, призванным на военные сборы, а также членам их семей утверждён приказом Министра по делам гражданской обороны, чрезвычайным ситуациям и ликвидации последствий стихийных бедствий России 2020 года № 919;
- Порядок обеспечения денежным довольствием военнослужащих органов военной прокуратуры, проходящих военную службу по контракту, и предоставления им отдельных выплат утверждён приказом Генерального прокурора России 2018 года № 547-10;
- Порядок обеспечения военнослужащих военных следственных органов Следственного комитета Российской Федерации денежным довольствием и отдельными выплатами утверждён приказом Председателя Следственного комитета Российской Федерации 2016 года № 151;
- Порядок обеспечения военнослужащих Главного управления специальных программ Президента Российской Федерации денежным довольствием и предоставления им и членам их семей отдельных выплат утверждён приказом начальника Главного управления 2018 года № 18.

В соответствии с п. 18 ст. 2 Федерального закона 2011 года № 247-ФЗ «О социальных гарантиях сотрудникам органов внутренних дел Российской Федерации …» Порядок обеспечения сотрудников денежным довольствием определяется руководителем федерального органа исполнительной власти в сфере внутренних дел, руководителем иного федерального органа исполнительной власти, в котором проходят службу сотрудники:
- Порядок обеспечения денежным довольствием сотрудников органов внутренних дел Российской Федерации утверждён приказом Министра внутренних дел 2013 года № 65;
- Порядок обеспечения денежным довольствием лиц, имеющих специальные звания полиции и проходящих службу в войсках национальной гвардии Российской Федерации, а также предоставления им отдельных выплат утверждён приказом директора Федеральной службы 2017 года № 406;
- Порядок обеспечения денежным довольствием сотрудников органов внутренних дел Российской Федерации, прикомандированных к Государственной фельдъегерской службе Российской Федерации, утверждён приказом директора Федеральной службы 2012 года № 255;

В соответствии с п. 18 ст. 2 Федерального закона 2012 года № 283-ФЗ «О социальных гарантиях сотрудникам некоторых федеральных органов исполнительной власти …» Порядок обеспечения сотрудников денежным довольствием определяется руководителем федерального органа исполнительной власти, в котором проходят службу сотрудники:
- Порядок обеспечения денежным довольствием сотрудников органов принудительного исполнения Российской Федерации утверждён приказом директора Федеральной службы 2020 года № 103;
- Порядок обеспечения денежным довольствием сотрудников федеральной противопожарной службы Государственной противопожарной службы утверждён приказом Министра по делам гражданской обороны, чрезвычайным ситуациям и ликвидации последствий стихийных бедствий России 2013 года № 195;
- Порядок обеспечения денежным довольствием сотрудников уголовно-исполнительной системы утверждён приказом директора Федеральной службы 2013 года № 269;
- Порядок обеспечения денежным довольствием сотрудников таможенных органов Российской Федерации утверждён приказом Руководителя Федеральной службы 2014 года № 649.

### Денежное довольствиевоеннослужащих поконтракту
Денежное довольствие военнослужащих по контракту состоит из:

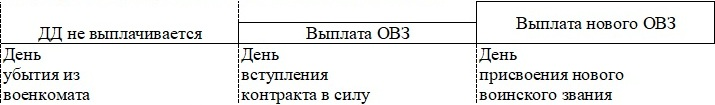
Порядок выплаты оклада по воинскому званию

- месячного оклада в соответствии с воинским званием (ОВЗ);[25]

- месячного оклада в соответствии с воинской должностью (ОВД):
  - по типовым воинским должностям в Вооружённых Силах, других войсках и воинских формированиях устанавливаются Правительством России;[26]
  - по типовым воинским должностям в Службе внешней разведки, Федеральной службе безопасности, Федеральной службе охраны, Главном управлении специальных программ Президента России устанавливаются Правительством России;[27]
  - по нетиповым воинским должностям оклады устанавливаются руководителем федерального органа исполнительной власти в соответствии с тарифными разрядами, установленными для каждой воинской должности в соответствии со штатом воинской части (организации);

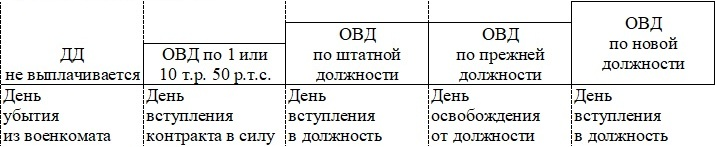
Порядок выплаты оклада по воинской должности (по контракту)

- ежемесячных и иных дополнительных выплат.

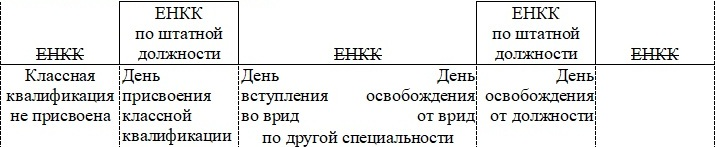
Порядок выплаты надбавки за классную квалификацию

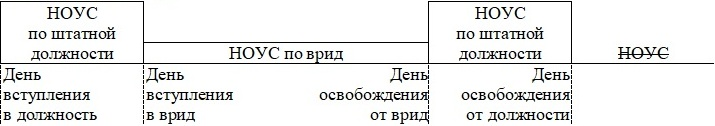
Порядок выплаты надбавки за особые условия службы

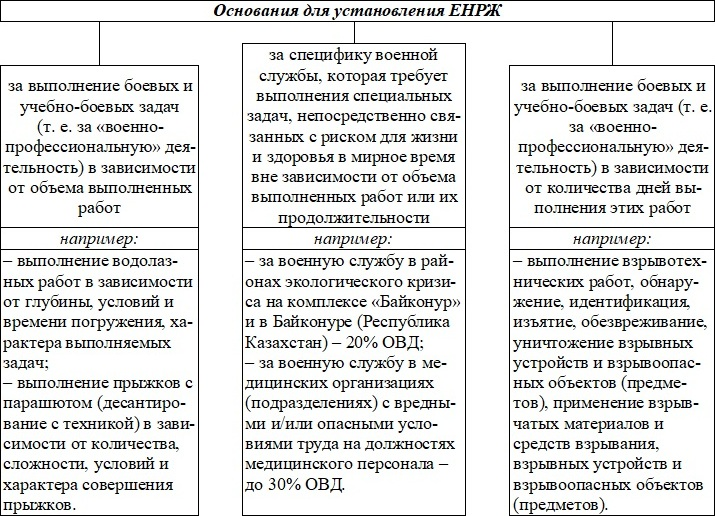
Группы оснований для установления надбавки за риск для жизни и здоровья

ОВЗ и ОВД составляют оклад денежного содержания (ОДС).
Военнослужащему по контракту устанавливаются:
- ежемесячная надбавка за выслугу лет – от 10 % до 40 % ОДС;
- ежемесячная надбавка за классную квалификацию – от 5 % до 30 % ОВД;
- ежемесячная надбавка за работу со сведениями, составляющими государственную тайну – до 65 % ОВД;
- ежемесячная надбавка за особые условия военной службы – до 100 % ОВД[29];
- ежемесячная надбавка за выполнение задач, непосредственно связанных с риском для жизни и здоровья в мирное время – до 100 % ОВД[30];
- ежемесячная надбавка за особые достижения в службе – до 100 % ОВД;
- премия за добросовестное и эффективное исполнение должностных обязанностей – до трёх ОДС в год;[31]
- ежегодная материальная помощь – не менее одного ОДС в год;[32]
- повышающие коэффициенты и надбавки к денежному довольствию:
  - военнослужащим, проходящим военную службу в воинских формированиях, дислоцированных за пределами территории России, а также военнослужащих, выполняющих задачи в условиях чрезвычайного положения, при вооружённых конфликтах, участвующих в контртеррористических операциях и обеспечивающих правопорядок и общественную безопасность на отдельных территориях России;[33][34]
  - военнослужащим, проходящим военную службу по контракту в районах Крайнего Севера и приравненных к ним местностях, а также в других местностях с неблагоприятными климатическими или экологическими условиями, в том числе в отдалённых местностях, высокогорных районах, пустынных и безводных местностях.[35]

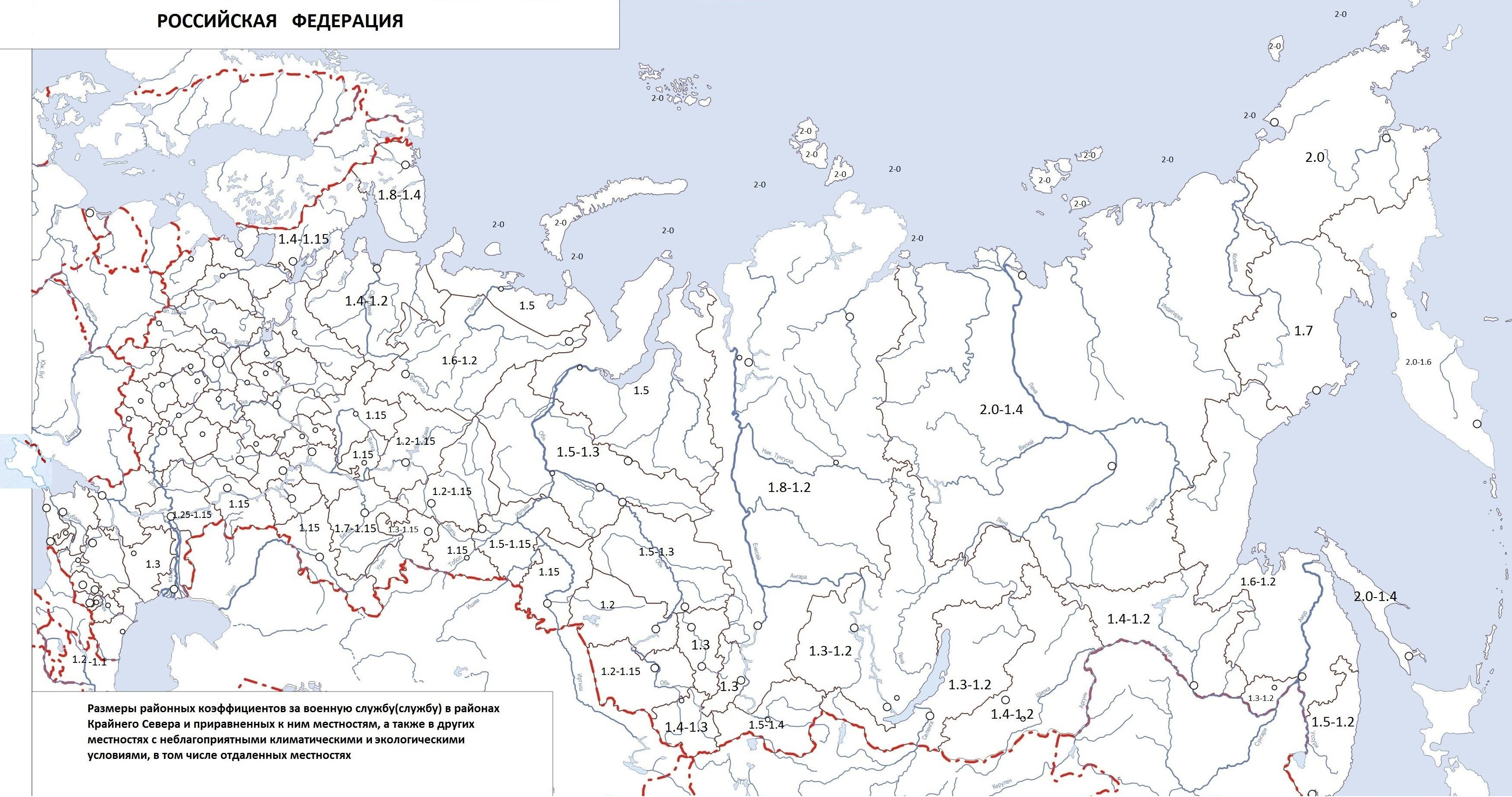
Размеры районных коэффициентов к денежному довольствию

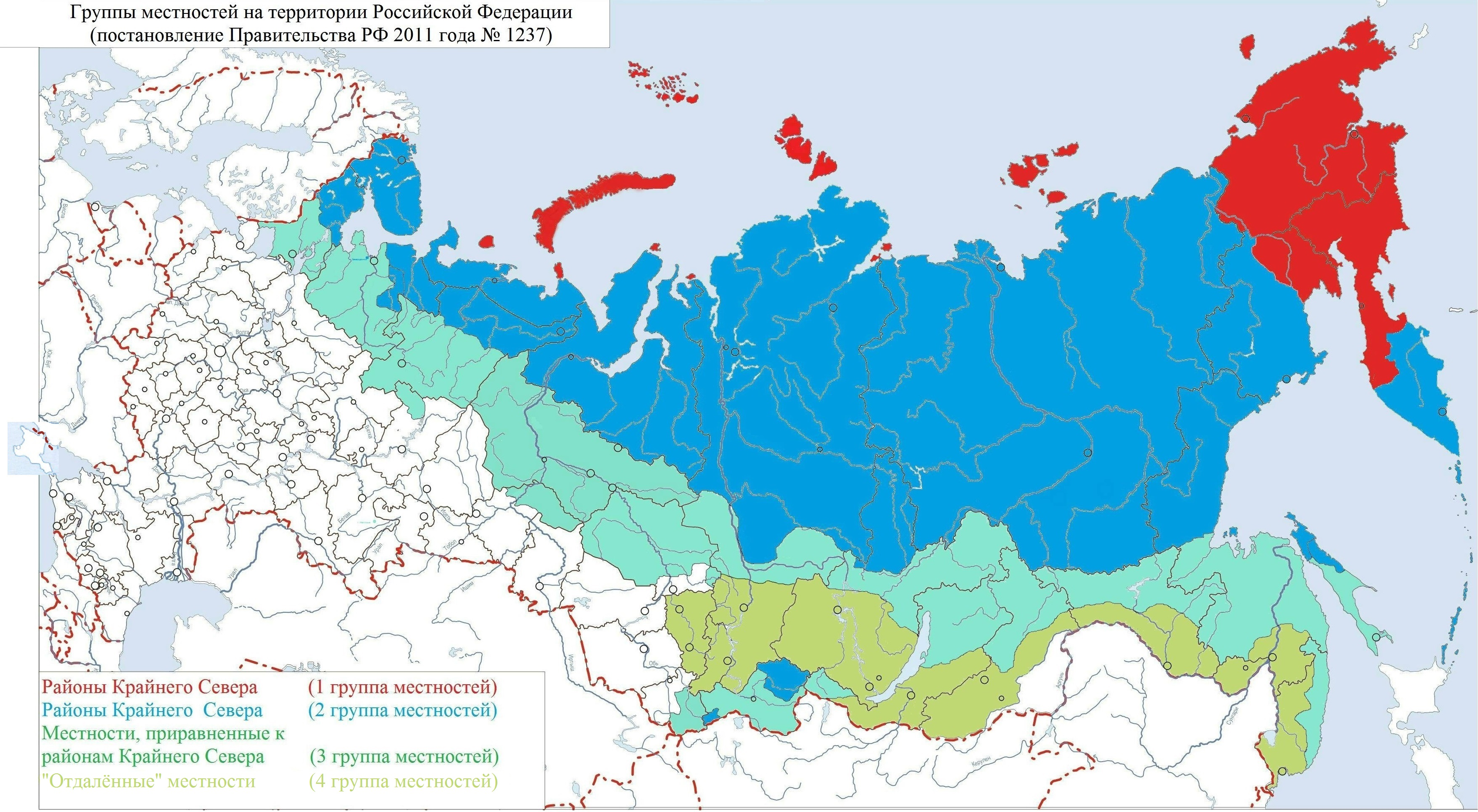
Группы местностей для установления процентных надбавок к денежному довольствию

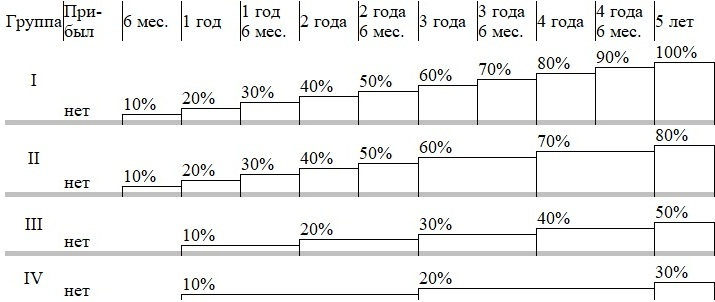
Размеры процентной надбавки по группам местностей

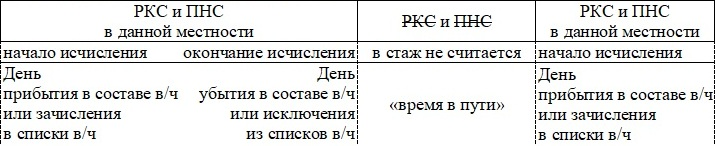
Порядок выплаты районных коэффициентов и процентных надбавок

Президент России и Правительство России могут устанавливать иные выплаты в зависимости от сложности, объёма и важности выполняемых задач, например:
- ежемесячная надбавка военнослужащим, имеющим высшее юридическое образование и занимающим воинские должности юридической специальности;[36]
- ежемесячная надбавка военнослужащим, проходящим военную службу или командированным, участвующим в контртеррористических операциях, обеспечивающим правопорядок на территории республик Северного Кавказа;[37]
- ежегодное вознаграждение за выслугу лет военнослужащим, занятым на работах с химическим оружием в соответствии со ст. 4 Федерального закона 2000 года № 136-ФЗ «О социальной защите граждан, занятых на работах с химическим оружием».[38]

### Особенности установления окладов повоинской должностиотдельных категорий военнослужащих
Военнослужащим государственной авиации по контракту за квалификационные разряды оклады по воинской должности устанавливаются с учётом следующих коэффициентов:
- лётчик (штурман) второго класса, лётчик (штурман) – инструктор второго класса – 1,15;
- лётчик (штурман) первого класса, лётчик (штурман) – инструктор первого класса – 1,2;
- лётчик (штурман) – снайпер – 1,3;
- бортовой специалист второго класса – 1,1;
- бортовой специалист первого класса – 1,15;
- бортовой специалист – мастер – 1,2.

Военнослужащим лётно-испытательного состава и парашютистам-испытателям Вооружённых Сил в зависимости от профессионального мастерства и накопленного опыта, присваиваются следующие разряды и устанавливаются оклады по воинской должности с учётом следующих коэффициентов:
- лётчик (штурман) – испытатель второго класса – 1,3;
- лётчик (штурман) – испытатель первого класса – 1,4;
- воздушный стрелок-радист – испытатель, бортовой инженер – испытатель, бортовой техник – испытатель второго класса, парашютист – испытатель второго класса – 1,2;
- воздушный стрелок-радист – испытатель, бортовой инженер – испытатель, бортовой техник – испытатель первого класса, парашютист – испытатель первого класса – 1,3.

Оклады по воинской должности с этими коэффициентами выплачиваются:
- военнослужащим, имеющим квалификационный разряд и назначенным на воинские должности лётного состава, – со дня вступления в исполнение (временное исполнение) обязанностей по воинской должности;
- военнослужащим, занимающим воинские должности лётного состава, – при присвоении квалификационного разряда.

При освобождении военнослужащих от воинских должностей оклады по воинской должности выплачиваются без этих коэффициентов.
Военнослужащим, занятым на работах с химическим оружием, в соответствии со списками производств, профессий и должностей с вредными условиями труда, работа в которых даёт право на льготы и компенсации, утверждаемыми Правительства России, выплачиваются повышенные оклады по воинским (штатным) должностям в размерах (коэффициенты):
- первая группа работ – 1,5 ОВД;
- вторая группа работ – 1,25 ОВД.

Работы с химическим оружием относятся к работам с вредными условиями труда и в соответствии со степенью их опасности распределяются по 2 группам.
Группы работ, перечень токсичных химикатов, относящихся к химическому оружию, а также конкретный список производств, профессий и должностей с вредными условиями труда, работа в которых даёт право гражданам, занятым на работах с химическим оружием, на повышенные оклады, устанавливаются Правительства России.
Военнослужащим, непосредственно осуществляющих деятельность в области ядерного оружейного комплекса Российской Федерации, оклады по воинской должности увеличиваются в 1,25 раза.
Кроме этого, военнослужащим Вооружённых Сил, командируемым на срок не менее 30 суток на Центральный полигон Российской Федерации в целях выполнения одного из этих видов деятельности, денежное довольствие выплачивается с учётом установленного для архипелага Новая Земля районного коэффициента, установленного к денежному довольствию военнослужащих, проходящих военную службу на архипелаге Новая Земля, за весь период их пребывания на Центральном полигоне Российской Федерации.
Должностные оклады военных, военно-воздушных, военно-морских атташе и работников их аппаратов при посольствах России за границей устанавливаются в процентах от должностного оклада посла России в стране пребывания. Размеры составляют от 55 % для должности младшего сотрудника до 93 % для должности атташе по вопросам обороны.

### Особенностиденежного довольствияотдельных категорий военнослужащих
Денежное довольствие военнослужащих – прокурорских работников и военнослужащих военных следственных органов Следственного комитета России включает:
- оклад по воинскому званию (ОВЗ);
- оклад по должности (ОД);
- процентная надбавка за выслугу лет – от 20 % до 70 % суммы ОВЗ и ОД;
- надбавка за особый характер службы – 50 % ОД;
- надбавка за сложность, напряжённость и специальный режим службы – до 50 % ОД;
- процентная надбавка за учёную степень и учёное звание:
  - кандидат наук или доцент – 5 %;
  - доктор наук или профессор – 10 % ОД;
- процентная надбавка за почётное звание «Заслуженный юрист Российской Федерации» – 10 % ОД;
- процентная надбавка за нагрудный знак «Почётный сотрудник Следственного комитета Российской Федерации» – 10 % суммы ОВЗ и ОД – только для военнослужащих военных следственных органов;[51]
- ежемесячная надбавка к денежному содержанию – 50 % пенсии, которая могла быть назначена имеющим право на пенсию за выслугу лет;[52]
- иные надбавки и дополнительные денежные выплаты, предусмотренные для военнослужащих.

Оклады по должности военнослужащим органов военной прокуратуры устанавливаются Правительством России по представлению Генерального прокурора России в процентном отношении к должностному окладу первого заместителя Генерального прокурора России, который составляет 80 % должностного оклада Председателя Верховного Суда России. Размеры составляют от 53 % для должностей помощника прокурора до 92 % у Главного военного прокурора с применением коэффициента 1,5.
Оклады по должности военнослужащим военных следственных органов устанавливаются Правительством России по представлению Председателя Следственного комитета России в процентном отношении к должностному окладу первого заместителя Председателя Следственного комитета России, который составляет 80 % должностного оклада Председателя Верховного Суда России. Размеры составляют от 53 % для должности следователя до 92 % у заместителя Председателя Следственного комитета России – руководителя Главного военного следственного управления с применением коэффициента 1,5.
Справочная информация: отличия денежного довольствия военнослужащих – прокурорских работников и военнослужащих военных следственных органов Следственного комитета России от денежного содержания прокурорских работников и сотрудников Следственного комитета России, которое включает:
- должностной оклад (ДО);
- доплата за классный чин – от 15 % до 30 % ДО;
- доплата за выслугу лет – от 20 % до 70 % суммы ДО и доплаты за классный чин;
- доплата за особые условия службы – до 175 % ДО;
- доплата за сложность, напряжённость и высокие достижения в службе – до 50 % ДО;
- процентная надбавка за учёную степень и учёное звание:
  - кандидат наук или доцент – 5 %;
  - доктор наук или профессор – 10 % ДО;
- процентная надбавка за почётное звание «Заслуженный юрист Российской Федерации» – 10 % ДО;
- процентная надбавка за нагрудный знак «Почётный сотрудник Следственного комитета Российской Федерации» – 10 % суммы ДО и доплаты за классный чин – только для сотрудников Следственного комитета России;[51]
- премии по итогам службы за квартал и год;
- ежемесячное денежное поощрение – по отдельным должностям – кратно ДО.[59][60]

Законодательными и иными нормативными правовыми актами могут устанавливаться другие выплаты.
Должностные оклады прокурорским работникам устанавливаются Правительством России по представлению Генерального прокурора России в процентном отношении к должностному окладу первого заместителя Генерального прокурора России, который составляет 80 % должностного оклада Председателя Верховного Суда России. Размеры составляют от 53 % для должностей помощника прокурора до 92 % у заместителя Генерального прокурора России.
Должностные оклады сотрудникам Следственного комитета Российской Федерации устанавливаются Правительством России по представлению Председателя Следственного комитета России в процентном отношении к должностному окладу первого заместителя Председателя Следственного комитета России, который составляет 80 % должностного оклада Председателя Верховного Суда России. Размеры составляют от 51 % для должности помощника следователя до 92 % у заместителя Председателя Следственного комитета России.

### Денежное довольствиевоеннослужащих попризыву
С 1 января 2020 года денежное довольствие военнослужащих по призыву состоит из месячного оклада по воинской должности (в размере 2319 руб. с индексацией с 1 октября 2022 года) и дополнительных выплат:
- ежемесячная надбавка за командование (руководство) воинским подразделением;
- ежемесячная надбавка за выполнение задач, непосредственно связанных с риском для жизни и здоровья в мирное время;
- ежемесячная надбавка за работу со сведениями, составляющими государственную тайну.

Оклад в размере 2060 руб. выплачивается военнослужащим по призыву со дня присвоения воинского звания рядового (т. е. дня начала военной службы в соответствии с Положением о порядке прохождения военной службы).

### Особенностиденежного довольствиявоеннослужащих, проходящих военную службу за границей
Выплата денежного довольствия за период прохождения военной службы за пределами территории России осуществляется в специальном порядке и зависит от целей и правовых оснований прохождения военной службы за границей, например, военнослужащие:
- служба на должностях и в аппарате военных, военно-воздушных и военно-морских атташе при посольствах России за границей;[65][66]
- оказание государственных услуг гражданам России,  выполнение других государственных функций;[67]
- участие в деятельности по поддержанию или восстановлению международного мира и безопасности.[68]

Военнослужащие могут проходить военную службу в составе воинского контингента, в который включаются воинские формирования Вооружённых Сил (воинские части и подразделения обеспечения с соответствующим вооружением и военной техникой). Состав и численность контингента определяются Президентом России. На период участия в деятельности по поддержанию или восстановлению международного мира и безопасности военнослужащие воинского контингента продолжают оставаться на службе в Вооружённых Силах без исключения из списков воинской части.
Военнослужащим по контракту, проходящим военную службу в воинских формированиях, дислоцированных за пределами территории России, установлены повышающие коэффициенты к денежному довольствию в зависимости от мест дислокации воинских формирований от 1,1 до 1,4 раза.
Военнослужащим по призыву, проходящим военную службу в воинских формированиях, дислоцированных за пределами территории России, устанавливаются месячные оклады в соответствии с занимаемыми воинскими должностями, ежемесячные и иные дополнительные выплаты по нормам, предусмотренным для военнослужащих по контракту, при этом повышающие коэффициенты к их денежному довольствию не устанавливаются.

### Денежное довольствиесотрудников
Денежное довольствие сотрудников состоит из:

- месячного оклада в соответствии с присвоенным специальным званием (оклад по специальному званию – ОЗ);[72][73][74][75][76][77][78]
- месячного оклада в соответствии с замещаемой должностью (должностной оклад – ДО):
  - по типовым должностям утверждается теми же постановлениями Правительства России;
  - по нетиповым должностям оклады устанавливаются руководителем федеральных органах исполнительной власти в соответствии с тарифными разрядами, установленными для каждой должности.[79][80]

ОЗ и ДО в сумме называются окладом денежного содержания (ОДС).
Сотруднику устанавливаются:
- ежемесячная надбавка за стаж службы (выслугу лет) – от 10 % до 40 % ОДС;
- ежемесячная надбавка за квалификационное звание – от 5 % до 30 % ДО;
- ежемесячная надбавка за работу со сведениями, составляющими государственную тайну – до 65 % ДО;
- ежемесячная надбавка за особые условия службы – до 100 % ДО;
- премия за добросовестное и эффективное исполнение должностных обязанностей – до трёх ОДС в год;
- поощрительные выплаты за особые достижения в службе в размере – до 100 % ДО в месяц;[82]
- надбавка за выполнение задач, непосредственно связанных с риском (повышенной опасностью) для жизни и здоровья в мирное время – до 100 % ДО;
- ежемесячная надбавка за почётное звание «Заслуженный сотрудник органов внутренних дел Российской Федерации» и (или) «Заслуженный юрист Российской Федерации» – 10 % ДО – только сотрудникам полиции;[83]
- повышающие коэффициенты или надбавки к денежному довольствию для сотрудников, проходящих службу в районах Крайнего Севера и приравненных к ним местностях, а также в других местностях с неблагоприятными климатическими или экологическими условиями, в том числе в отдалённых местностях, высокогорных районах, пустынных и безводных местностях.[35]

Федеральными законами и иными нормативными правовыми актами помимо дополнительных выплат и надбавок могут устанавливаться другие дополнительные выплаты и надбавки дифференцированно в зависимости от сложности, объёма и важности выполняемых задач.

### Повышениеденежного довольствия(индексацияокладов денежного содержания)
В соответствии с п. 9 ст. 2 Федерального закона 2011 года № 306-ФЗ «О денежном довольствии военнослужащих и предоставлении им отдельных выплат» размеры окладов по воинским должностям и окладов по воинским званиям ежегодно увеличиваются (индексируются) с учётом уровня инфляции (потребительских цен) в соответствии с федеральным законом о федеральном бюджете на очередной финансовый год и плановый период. Решение об увеличении (индексации) размеров окладов денежного содержания военнослужащих принимается Правительством России.
В соответствии с п. 5 ст. 2 Федерального закона 2011 года № 247-ФЗ «О социальных гарантиях сотрудникам органов внутренних дел Российской Федерации …» и с п. 5 ст. 2 Федерального закона 2012 года № 283-ФЗ «О социальных гарантиях сотрудникам некоторых федеральных органов исполнительной власти …» размеры окладов денежного содержания сотрудников ежегодно увеличиваются (индексируются) с учётом уровня инфляции (потребительских цен) в соответствии с федеральным законом о федеральном бюджете на очередной финансовый год и плановый период. Решение об увеличении (индексации) размеров окладов денежного содержания военнослужащих принимается Правительством России.
Динамика размеров окладов денежного содержания:
- Федеральным законом 2012 года № 237-ФЗ действие нормы об индексации приостановлено до 1 января 2014 года;
- Федеральным законом 2013 года № 350-ФЗ действие нормы об индексации приостановлено до 1 января 2015 года;
- Федеральным законом 2015 года № 68-ФЗ действие нормы об индексации приостановлено до 1 января 2016 года;
- Федеральным законом 2015 года № 371-ФЗ действие нормы об индексации приостановлено до 1 января 2017 года;
- Федеральным законом 2016 года № 455-ФЗ действие нормы об индексации приостановлено до 1 января 2018 года;
- постановлением Правительства России 2017 года № 1598 оклады денежного содержания повышены в 1,04 раза с 1 января 2018 года;
- постановлением Правительства России 2019 года № 820 оклады денежного содержания повышены в 1,043 раза с 1 октября 2019 года, с округлением до полного рубля в сторону увеличения;
- постановлением Правительства России 2020 года № 939 оклады денежного содержания повышены в 1,03 раза с 1 октября 2020 года, с округлением до полного рубля в сторону увеличения;
- постановлением Правительства России 2021 года № 772 оклады денежного содержания повышены в 1,037 раза с 1 октября 2021 года, с округлением до полного рубля в сторону увеличения;
- постановлением Правительства России 2022 года № 719 оклады денежного содержания повышены в 1,04 раза с 1 октября 2022 года, с округлением до полного рубля в сторону увеличения;
- постановлением Правительства России 2023 года № 1046 оклады денежного содержания повышены в 1,105 раза с 1 октября 2023 года, с округлением до полного рубля в сторону увеличения.

### Денежное довольствиевоеннослужащих с2012года
- Денежное довольствие и социальные гарантии военнослужащим[84] : Учебник. – Москва : Военный университет, 2016.[85]
- Денежное довольствие и социальные гарантии военнослужащим[86] : Учебник. – 2-е изд. – Москва : Военный университет, 2017.[87]
- Денежное довольствие и социальные гарантии военнослужащим[88] : Электронный учебник. – v.2.0 – Москва : Военный университет, 2017.
- Денежное довольствие и социальные гарантии военнослужащим[89] : Электронный учебник. – v.2.1 – Москва : Военный университет, 2017 – исправлен под новый ФГОС и требования заказчика, дополнен "сирийским" опытом и материалами по противодействию фальсификации истории России.
- Денежное довольствие и социальные гарантии военнослужащим[90] : Электронный учебник. – v.2.2 – Москва : Военный университет, 2018.
- Денежное довольствие и социальные гарантии военнослужащим[90] : Электронный учебник. – v.2.3 – Москва : Военный университет, 2019.
- Денежное довольствие и социальные гарантии военнослужащим[91] : Электронный учебник. – v.2.4 – Москва : Военный университет, 2020.
- Денежное довольствие и социальные гарантии военнослужащим[90] : Электронный учебник. – v.2.5 – Москва : Военный университет, 2021.
- Денежное довольствие и социальные гарантии военнослужащим[92] : Электронный учебник. – v.3.0 – Москва : Военный университет, 2022 – исправлен под новый ФГОС и требования ЭБС Минобороны России, выполнен в формате "Библио-ЭУ".
- Новая система денежных выплат военнослужащим и лицам, проходившим военную службу. – Москва : За права военнослужащих, 2012.[93]

### Денежное довольствиевоеннослужащих в2006-2011годах
- Денежное довольствие и социальное обеспечение военнослужащих: Учебник. – 4-е изд. – Москва : Военный университет, 2011.[94]
- Денежное довольствие и социальное обеспечение военнослужащих Вооружённых Силах Российской Федерации, граждан, уволенных с военной службы и членов их семей. – Москва : За права военнослужащих, 2009.[95]
- Социальные гарантии для военнослужащих, граждан, уволенных с военной службы, и членов их семей (в схемах и таблицах). – Москва : За права военнослужащих, 2008.[96]
- Денежное довольствие и социальное обеспечение военнослужащих : Учебник. – 2-е изд. – Ярославль: ВФЭА, 2007.[97]

### Денежное довольствиевоеннослужащих в2002-2005годах
- Денежное довольствие и социальное обеспечение военнослужащих : Учебник. – Ярославль : ЯВФЭИ, 2003.[98]

### Историяденежного довольствиявоеннослужащих в1918-2018годах
- Финансово-экономическая служба Вооружённых Сил Российской Федерации. 100 лет на страже Отечества.[99] – Москва : Издательство «Красная Звезда», 2018.[100]

### Историяденежного довольствиявоеннослужащих до2002года
- Военная финансово-экономическая служба России : история и современность. – Москва : ИНЭС, 2003.[101]
- Войны и войска Московского государства (конец XV – первая половина XVII вв.). – Москва : Эксмо, 2004.[102]
- Денежное обеспечение Русской Армии : Монография. – Ярославль: ЯВВФУ, 1992.[103]
- Денежные капиталы в русской армии : Монография. – Москва : Воениздат, 1996.[104]
- Закономерности развития финансов русской армии : Учебное пособие. – Москва : ВФЭФ, 1992.[104]
- Исторические очерки устройства и довольствия русских регулярных войск в первой половине XVIII столетия (1700-1761). Вып. 1. – Санкт-Петербург : Тип. Тренке и Фюсно, 1900.[105]
- История военных финансов: Учебник. – Москва : Военный университет, 2019.[106]
- История развития денежного довольствия военнослужащих: Учебное пособие. – Ярославль: ЯВФЭИ, 2003.[107]
- Развитие социального обеспечения военнослужащих Российской Армии. – Ярославль : ФВФЭУ, 2002.[108]
- Развитие финансов Вооружённых Сил после Великой Отечественной войны : Учебное пособие. – Москва : ВФЭФ, 1995.[109]
- Содержание офицеров и врачей. – Санкт-Петербург, 1913.[110]
- Становление и развитие финансовой службы Советской армии и Военно-Морского Флота : Учебное пособие. – Москва : Воениздат, 1987.[111]
- Финансы Вооружённых Сил СССР : Макет учебника. – Кн. 1 : Главы 1-15. – Москва : ВФ при МФИ, 1964.[112]
- Финансы Вооружённых Сил СССР : Макет учебника. – Кн. 2 : Главы 16-30 – Москва : ВФ при МФИ, 1964.[112]
- Финансы Вооружённых Сил СССР : Учебное пособие. – Москва : Воениздат, 1956.[113]
- Финансы Вооружённых Сил СССР : Учебник. – Москва : ВФ при МФИ, 1965.[112]
- Финансы русской армии (XVIII век – начало XX века) : Монография. – Москва : ФВЭФ, 1993.[104] – доступно в интернете: Глава 5, часть 1; Глава 5, часть 2; Глава 5, часть 3; Глава 5, части 4 и 5; Глава 5, части 6 и 7

### Интернет-ресурсы по истории и актуальным вопросамденежного довольствия
- Библиотека нормативных правовых актов СССР
- Общий перечень приказов Народного комиссариата обороны СССР
- Сборники приказов по военному ведомству
- Российский государственный военный архив
- Страница на официальном сайте Минобороны России
- Актуальный перечень приказов и директив Министра обороны России
- Форум по вопросам денежного довольствия и социальных гарантий военнослужащим
- Форум по вопросам тылового и финансового обеспечения
- Журнал «Право в Вооружённых Силах»

## Сокращения
- ДО — должностной оклад;
- ОВЗ — оклад по воинскому званию;
- ОВД — оклад по воинской должности;
- ОДС — оклад денежного содержания;
- ОД  — оклад по должности;
- ОЗ  — оклад по специальному званию.

## См. также

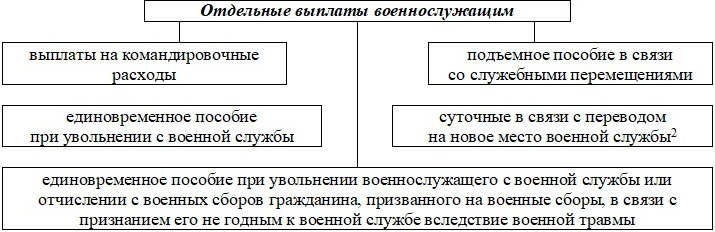
Отдельные выплаты военнослужащим